# فهرست رودهای اروپا

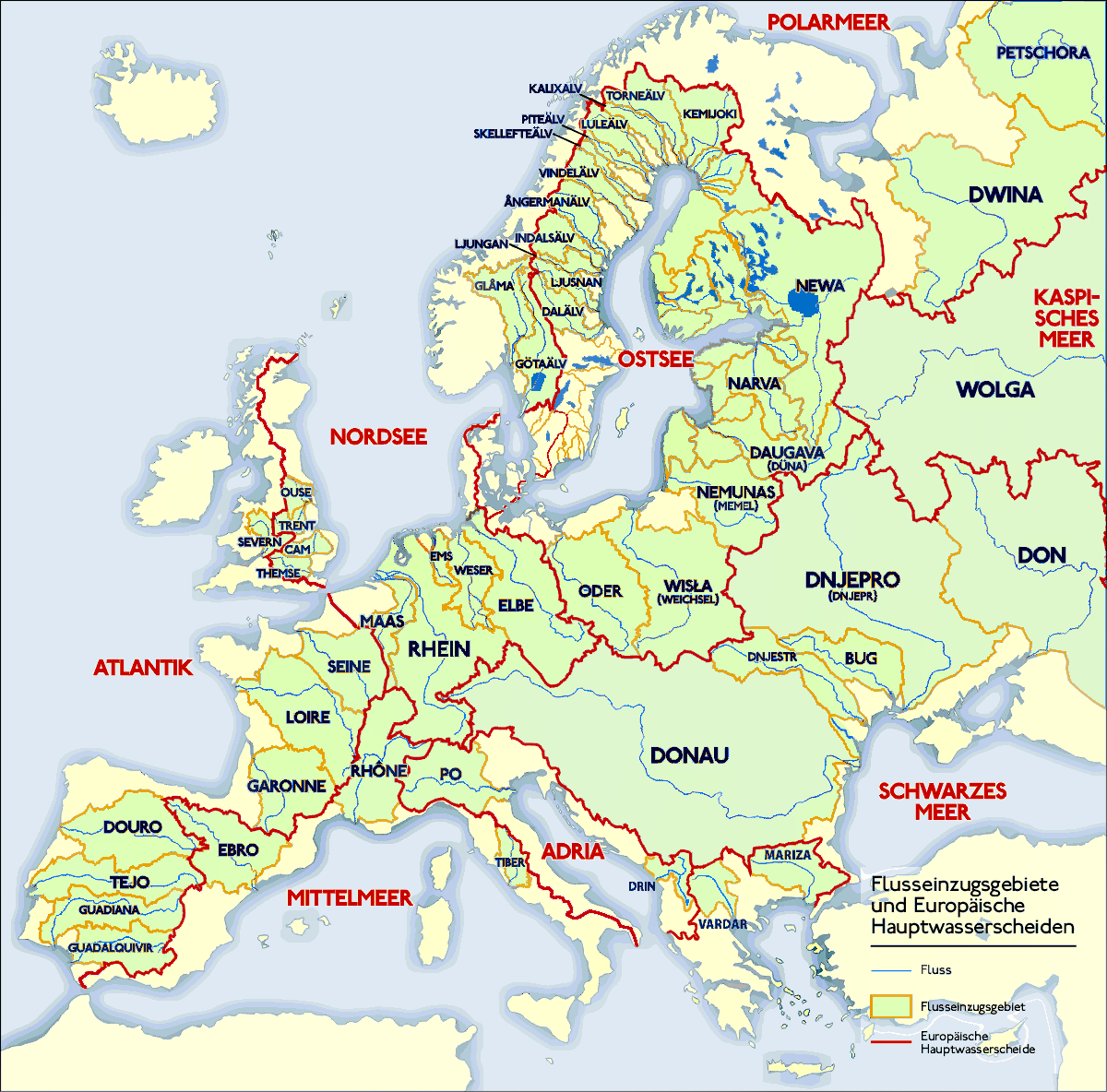
تقسیم حوضه‌های آبریز اروپا

## رودهای طویل
رودهای با طول بیشتر از ۲۵۰ کیلومتر
| رود                                                                              | کیلومتر | مایل  | تخلیه در (شاخه‌ای از)                      |
| رود ولگا                                                                         | ۳٬۶۹۲   | ۲٬۲۹۴ | دریای خزر                                 |
| دانوب                                                                            | ۲٬۸۶۰   | ۱٬۷۸۰ | دریای سیاه                                |
| رود اورال                                                                        | ۲٬۴۲۸   | ۱٬۵۰۹ | دریای خزر                                 |
| دنیپر                                                                            | ۲٬۲۹۰   | ۱٬۴۲۰ | دریای سیاه                                |
| دن                                                                               | ۱٬۹۵۰   | ۱٬۲۱۰ | دریای آزوف                                |
| رود پیچورا                                                                       | ۱٬۸۰۹   | ۱٬۱۲۴ | دریای بارنتز                              |
| رود کامه                                                                         | ۱٬۸۰۵   | ۱٬۲۲۱ | دریای خزر (ولگا)                          |
| رود دوینای شمالی–ویچگدا                                                          | ۱٬۷۷۴   | ۱٬۱۰۲ | دریای سفید                                |
| رود کر                                                                           | ۱٬۵۱۵   | ۹۴۱   | دریای خزر                                 |
| رود اوکا                                                                         | ۱٬۵۰۰   | ۹۳۲   | دریای خزر (ولگا)                          |
| رود بلایا                                                                        | ۱٬۴۳۰   | ۸۸۹   | دریای خزر (ولگا) (کامه)                   |
| نیستر                                                                            | ۱٬۳۶۲   | ۸۴۶   | دریای سیاه                                |
| رود ویاتکا                                                                       | ۱٬۳۱۴   | ۸۱۶   | دریای خزر (ولگا) (کامه)                   |
| رود البه–ولتاوا                                                                  | ۱٬۲۵۲   | ۷۷۸   | دریای شمال                                |
| راین                                                                             | ۱٬۲۳۶   | ۷۶۸   | دریای شمال                                |
| رود دسنا                                                                         | ۱٬۱۳۰   | ۷۰۰   | دریای سیاه (دنیپر)                        |
| ویچگدا                                                                           | ۱٬۱۳۰   | ۷۰۰   | دریای سفید (دوینای شمالی)                 |
| رود البه                                                                         | ۱٬۰۹۱   | ۶۷۸   | دریای شمال                                |
| ارس                                                                              | ۱٬۰۷۲   | ۶۶۶   | دریای خزر (کر)                            |
| سیورسکی دونتس                                                                    | ۱٬۰۵۰   | ۶۵۳   | دریای آزوف (دن)                           |
| ویستولا                                                                          | ۱٬۰۴۷   | ۶۵۱   | دریای بالتیک                              |
| اودر–وارتا                                                                       | ۱٬۰۴۵   | ۶۵۰   | دریای بالتیک                              |
| دائوگاوا (رودخانه)                                                               | ۱٬۰۲۰   | ۶۳۰   | خلیج ریگا                                 |
| رود نوا–دریاچه لادوگا–رود وولخوف– دریاچه ایلمن–مستا–رودخانه تسنا (دریاچه مستینو) | ۱٬۰۲۰   | ۶۳۰   | خلیج فنلاند                               |
| لوآر                                                                             | ۱٬۰۱۳   | ۶۲۹   | اقیانوس اطلس                              |
| تاقوس                                                                            | ۱٬۰۰۷   | ۶۴۵   | اقیانوس اطلس                              |
| ساوا                                                                             | ۹۹۰     | ۶۱۵   | دریای سیاه (دانوب)                        |
| Khopyor                                                                          | ۹۷۹     | ۶۰۸   | دریای سیاه (دن)                           |
| تیسا                                                                             | ۹۶۵     | ۶۰۳   | دریای سیاه (دانوب)                        |
| پروت                                                                             | ۹۵۳     | ۵۹۲   | دریای سیاه (دانوب)                        |
| موز                                                                              | ۹۵۰     | ۵۹۰   | دریای شمال                                |
| Sukhona–Lake Kubenskoye– Kubena                                                  | ۹۴۱     | ۵۸۵   | دریای سفید (دوینای شمالی)                 |
| رود نمان                                                                         | ۹۳۷     | ۵۸۲   | دریای بالتیک                              |
| رود اوفا                                                                         | ۹۱۸     | ۵۷۰   | دریای خزر (ولگا) (کامه) (بلایا)           |
| ایبرو                                                                            | ۹۱۰     | ۵۷۰   | مدیترانه                                  |
| کوبان                                                                            | ۹۰۶     | ۵۶۳   | دریای آزوف                                |
| دورو                                                                             | ۸۹۷     | ۵۵۷   | اقیانوس اطلس                              |
| رود وتلوگا                                                                       | ۸۸۹     | ۵۵۲   | دریای خزر (ولگا)                          |
| رود مزن                                                                          | ۸۵۷     | ۵۳۳   | دریای بارنتز                              |
| Manych–Kalaus                                                                    | ۸۵۶     | ۵۳۲   | دریای سیاه (دن)                           |
| اودر                                                                             | ۸۵۴     | ۵۳۱   | دریای بالتیک//اودر لاگون                  |
| رود سوره                                                                         | ۸۴۱     | ۵۲۳   | دریای خزر (ولگا)                          |
| رون                                                                              | ۸۱۳     | ۵۰۵   | دریای مدیترانه                            |
| وارتا                                                                            | ۸۰۸     | ۵۰۲   | دریای بالتیک (اودر)                       |
| بوگ جنوبی                                                                        | ۸۰۶     | ۵۰۱   | دریای سیاه                                |
| رود کوما                                                                         | ۸۰۲     | ۴۹۸   | دریای خزر                                 |
| رودخانه ساکمارا                                                                  | ۷۹۸     | ۴۹۶   | دریای خزر (اورال)                         |
| Sal                                                                              | ۷۹۸     | ۴۹۶   | دریای سیاه (دن)                           |
| نارو–رود باگ                                                                     | ۷۹۶     | ۴۹۵   | دریای بالتیک (ویستولا)                    |
| رود مورش                                                                         | ۷۸۹     | ۴۹۳   | دریای سیاه (دانوب) (تیسزا)                |
| رود پینه‌گا                                                                       | ۷۷۹     | ۴۸۴   | دریای سفید (دوینای شمالی)                 |
| سن                                                                               | ۷۷۶     | ۴۸۲   | کانال مانش                                |
| رود باگ                                                                          | ۷۷۲     | ۴۸۰   | دریای بالتیک (ویستولا) (نارو)             |
| رود پریپیات                                                                      | ۷۶۱     | ۴۷۳   | دریای سیاه (دنیپر)                        |
| وزر-رود ورا                                                                      | ۷۵۱     | ۴۶۷   | دریای شمال                                |
| دراوا                                                                            | ۷۴۹     | ۴۶۵   | دریای سیاه (دانوب)                        |
| رودخانه سییم                                                                     | ۷۴۸     | ۴۶۵   | دریای سیاه (دنیپر) (دسنا)                 |
| رود مدویدیتسا                                                                    | ۷۴۵     | ۴۶۳   | دریای سیاه (دن)                           |
| رود دوینای شمالی                                                                 | ۷۴۴     | ۴۶۲   | دریای سفید                                |
| رود گوادیانا                                                                     | ۷۴۲     | ۴۶۱   | اقیانوس اطلس                              |
| یوتا (رود)-دریاچه ونرن-Klarälven                                                 | ۷۲۰     | ۴۴۷   | کاتگات                                    |
| رودخانه پسل                                                                      | ۷۱۷     | ۴۴۶   | دریای سیاه (دنیپر)                        |
| رود اونگا–Lake Lacha–Svid– Lake Vozhe–Vozhega                                    | ۷۱۴     | ۴۴۴   | دریای سفید                                |
| رود امبا                                                                         | ۷۱۲     | ۴۴۲   | دریای خزر                                 |
| رود سیرت                                                                         | ۷۰۶     | ۴۳۹   | دریای سیاه (دانوب)                        |
| رود کلیازما                                                                      | ۶۸۶     | ۴۲۶   | دریای خزر (ولگا) (اوکا)                   |
| پو (رودخانه)                                                                     | ۶۸۲     | ۴۲۴   | دریای آدریاتیک                            |
| Bolshoy Irgiz                                                                    | ۶۷۵     | ۴۱۹   | دریای خزر (ولگا)                          |
| رودخانه هورین                                                                    | ۶۵۹     | ۴۰۹   | دریای سیاه (دنیپر) (رود پریپیات)          |
| گوادالکیبیر                                                                      | ۶۵۷     | ۴۰۸   | اقیانوس اطلس                              |
| رود موکشا                                                                        | ۶۵۶     | ۴۰۸   | دریای خزر (ولگا) (اوکا)                   |
| رود ناروا–دریاچه پیپوس–Velikaya                                                  | ۶۵۰     | ۴۰۳   | خلیج فنلاند                               |
| Sozh                                                                             | ۶۴۸     | ۴۰۳   | دریای سیاه (دنیپر)                        |
| Ilek                                                                             | ۶۲۳     | ۳۸۷   | دریای خزر (اورال)                         |
| رود ترک                                                                          | ۶۲۳     | ۳۸۷   | دریای خزر                                 |
| Glomma                                                                           | ۶۲۱     | ۳۸۶   | اسکاژراک                                  |
| رود اولت                                                                         | ۶۱۵     | ۳۸۲   | دریای سیاه (دانوب)                        |
| رود واشکا                                                                        | ۶۰۵     | ۳۷۶   | دریای سفید (مزن)                          |
| گارون                                                                            | ۶۰۲     | ۳۷۴   | اقیانوس اطلس/خور ژیرنده                   |
| رود سامارا                                                                       | ۵۹۴     | ۳۶۹   | دریای خزر (ولگا)                          |
| Chusovaya                                                                        | ۵۹۲     | ۳۶۸   | دریای خزر (ولگا) (کامه)                   |
| رود نوا–دریاچه لادوگا–Svir– دریاچه اونگا–Suna                                    | ۵۷۸     | ۳۶۱   | خلیج فنلاند                               |
| رود وگا                                                                          | ۵۷۵     | ۳۵۷   | دریای سفید (دوینای شمالی)                 |
| رودخانه ایک                                                                      | ۵۷۱     | ۳۵۵   | دریای خزر (ولگا) (کامه)                   |
| رود اوسا                                                                         | ۵۶۵     | ۳۵۱   | دریای بارنتز (رود پیچورا)                 |
| برزینا                                                                           | ۵۶۱     | ۳۴۹   | دریای سیاه (دنیپر)                        |
| کمیجوکی                                                                          | ۵۵۰     | ۳۴۲   | خلیج بوتنی                                |
| رودخانه اینگولت                                                                  | ۵۴۹     | ۳۴۱   | دریای سیاه (دنیپر)                        |
| رود کلوا                                                                         | ۵۴۶     | ۳۳۹   | دریای بارنتز (رود پیچورا) (Usa)           |
| موزل (رود)                                                                       | ۵۴۵     | ۳۳۸   | دریای شمال (راین)                         |
| داللون                                                                           | ۵۴۲     | ۳۳۷   | دریای بالتیک                              |
| رود ایژما                                                                        | ۵۳۱     | ۳۳۰   | دریای بارنتز (رود پیچورا)                 |
| Unzha-Kema                                                                       | ۵۳۱     | ۳۳۰   | دریای خزر (ولگا)                          |
| رود ماین                                                                         | ۵۲۷     | ۳۲۷   | دریای شمال (راین)                         |
| تورنه                                                                            | ۵۲۲     | ۳۲۴   | خلیج بوتنی                                |
| این (رود)                                                                        | ۵۱۷     | ۳۲۱   | دریای سیاه (دانوب)                        |
| مرن (رود)                                                                        | ۵۱۴     | ۳۱۹   | کانال مانش (سن)                           |
| نریس/Viliya                                                                      | ۵۱۰     | ۳۲۰   | دریای بالتیک (رود نمان)                   |
| Shapkina                                                                         | ۴۹۹     | ۳۱۰   | دریای بارنتز (رود پیچورا)                 |
| Júcar                                                                            | ۴۹۸     | ۳۰۹   | دریای مدیترانه                            |
| Styr                                                                             | ۴۹۴     | ۳۰۷   | دریای سیاه (دنیپر) (رود پریپیات)          |
| درینا–Tara                                                                       | ۴۸۷     | ۳۰۳   | دریای سیاه (دانوب) (رود ساوا)             |
| نارو                                                                             | ۴۸۴     | ۳۰۱   | دریای بالتیک (ویستولا)                    |
| دوردوین (رود)                                                                    | ۴۸۲     | ۳۰۰   | اقیانوس اطلس/خور ژیرنده                   |
| لت (رود)                                                                         | ۴۸۱     | ۲۹۹   | اقیانوس اطلس (گارون)                      |
| ماریتسا/Evros                                                                    | ۴۸۰     | ۲۹۸   | دریای اژه                                 |
| Mur                                                                              | ۴۸۰     | ۲۹۸   | دریای سیاه (دانوب) (دراوا)                |
| سون                                                                              | ۴۷۳     | ۲۹۴   | دریای مدیترانه (رون)                      |
| Tana–Anarjohka                                                                   | ۴۷۲     | ۲۹۳   | دریای بارنتز/Tanafjord                    |
| رود اومئو                                                                        | ۴۶۷     | ۲۹۰   | خلیج بوتنی                                |
| Vorskla                                                                          | ۴۶۴     | ۲۸۸   | دریای سیاه (دنیپر)                        |
| اونگرمن                                                                          | ۴۶۳     | ۲۸۸   | دریای بالتیک                              |
| Lule River                                                                       | ۴۶۱     | ۲۸۷   | دریای بالتیک                              |
| رود کلیکس                                                                        | ۴۶۱     | ۲۸۷   | خلیج بوتنی                                |
| Gauja                                                                            | ۴۶۰     | ۲۸۶   | خلیج ریگا                                 |
| Mologa                                                                           | ۴۵۶     | ۲۸۳   | دریای خزر (ولگا)                          |
| دو (رود)                                                                         | ۴۵۳     | ۲۸۱   | دریای مدیترانه (رون) (سون)                |
| Vindel River                                                                     | ۴۵۳     | ۲۸۱   | دریای بالتیک (رود اومئو)                  |
| وزر                                                                              | ۴۵۲     | ۲۸۱   | دریای شمال                                |
| Gauja                                                                            | ۴۵۲     | ۲۸۱   | دریای بالتیک                              |
| رودخانه اسلوچ                                                                    | ۴۵۱     | ۲۸۰   | دریای سیاه (دنیپر) (رود پریپیات) (هورین)  |
| سن (رود)                                                                         | ۴۴۳     | ۲۷۵   | دریای بالتیک (ویستولا)                    |
| Ljusnan                                                                          | ۴۴۳     | ۲۷۵   | خلیج بوتنی                                |
| Skellefte River                                                                  | ۴۴۰     | ۲۷۳   | خلیج بوتنی                                |
| Oskol                                                                            | ۴۳۶     | ۲۷۱   | دریای آزوف (دن)                           |
| Inداللون                                                                         | ۴۳۰     | ۲۶۷   | خلیج بوتنی                                |
| Velikaya                                                                         | ۴۳۰     | ۲۶۷   | خلیج فنلاند (رود ناروا) (دریاچه_پیپوس)    |
| ولتاوا                                                                           | ۴۳۰     | ۲۶۷   | دریای شمال (رود البه)                     |
| Ponoy River                                                                      | ۴۲۶     | ۲۶۵   | دریای سفید                                |
| Unzha                                                                            | ۴۲۶     | ۲۶۵   | دریای خزر (ولگا)                          |
| الیه (رود)                                                                       | ۴۲۱     | ۲۶۲   | اقیانوس اطلس (رود لوآر)                   |
| پتسیچ                                                                            | ۴۲۱     | ۲۶۲   | دریای سیاه (دنیپر) (رود پریپیات)          |
| Ialomița                                                                         | ۴۱۷     | ۲۵۹   | دریای سیاه (دانوب)                        |
| رود استروما                                                                      | ۴۱۵     | ۲۵۸   | دریای اژه                                 |
| زاله (رود)                                                                       | ۴۱۳     | ۲۵۷   | دریای شمال (رود البه)                     |
| رود ایلیچ                                                                        | ۴۱۱     | ۲۵۵   | دریای بارنتز (رود پیچورا)                 |
| آدیجه                                                                            | ۴۱۰     | ۲۵۵   | دریای آدریاتیک                            |
| تیبر                                                                             | ۴۰۶     | ۲۵۴   | مدیترانه                                  |
| Váh                                                                              | ۴۰۶     | ۲۵۲   | دریای سیاه (دانوب)                        |
| Pite River                                                                       | ۴۰۲     | ۲۵۰   | خلیج بوتنی                                |
| شپری                                                                             | c.400   | c.250 | دریای شمال (رود البه) (هاول)              |
| Faxälven                                                                         | ۳۹۹     | ۲۴۸   | دریای بالتیک (اونگرمن)                    |
| Ljungan                                                                          | ۳۹۹     | ۲۴۸   | دریای بالتیک                              |
| Rába                                                                             | ۳۹۸     | ۲۴۷   | دانوب                                     |
| Tundzha                                                                          | ۳۹۰     | ۲۴۲   | دریای اژه (ماریتسا)                       |
| واردار                                                                           | ۳۸۸     | ۲۴۱   | دریای اژه                                 |
| Someș                                                                            | ۳۸۸     | ۲۴۱   | دریای سیاه (دانوب) (تیسزا)                |
| Noteć                                                                            | ۳۸۸     | ۲۴۱   | دریای بالتیک (اودر) (وارتا)               |
| شرانت (رود)                                                                      | ۳۸۱     | ۲۳۷   | اقیانوس اطلس                              |
| Tarn                                                                             | ۳۸۱     | ۲۳۷   | اقیانوس اطلس (گارون)                      |
| Paatsjoki–Ivalojoki                                                              | ۳۸۰     | ۲۳۶   | دریای بارنتز                              |
| Muonionjoki                                                                      | ۳۸۰     | ۲۳۶   | دریای بالتیک (تورنه)                      |
| EMS                                                                              | ۳۷۱     | ۲۳۱   | دریای شمال                                |
| Iijoki                                                                           | ۳۷۰     | ۲۳۰   | خلیج بوتنی                                |
| شر                                                                               | ۳۶۸     | ۲۲۹   | اقیانوس اطلس (رود لوآر)                   |
| ایسکار (رود)ایسکار                                                               | ۳۶۸     | ۲۲۸   | دریای سیاه (دانوب)                        |
| Kubena                                                                           | ۳۶۸     | ۲۲۸   | دریای سفید (دوینای شمالی) (Sukhona River) |
| نکار (رود)                                                                       | ۳۶۷     | ۲۲۸   | دریای شمال (راین)                         |
| Körös–Crișul Alb                                                                 | ۳۶۵     | ۲۲۷   | دریای سیاه (دانوب) (تیسزا)                |
| رودخانه سولا                                                                     | ۳۶۵     | ۲۲۷   | دریای سیاه (دنیپر)                        |
| رودخانه تتریف                                                                    | ۳۶۵     | ۲۲۷   | دریای سیاه (دنیپر)                        |
| رود پوزا                                                                         | ۳۶۳     | ۲۲۶   | دریای سفید (مزن)                          |
| وین (رود)                                                                        | ۳۶۳     | ۲۲۶   | اقیانوس اطلس (رود لوآر)                   |
| رودخانه شانون                                                                    | ۳۶۱     | ۲۲۴   | اقیانوس اطلس                              |
| Tana                                                                             | ۳۶۱     | ۲۲۴   | دریای بارنتز                              |
| رود شلده                                                                         | ۳۶۰     | ۲۲۴   | دریای شمال                                |
| Paatsjoki–دریاچه ایناری–Ivalo                                                    | ۳۶۰     | ۲۲۴   | دریای بارنتز/Varangerfjord                |
| Genil                                                                            | ۳۵۸     | ۲۲۲   | اقیانوس اطلس (گوادالکیبیر)                |
| Vorma–Mjøsa– Gudbrandsdalslågen                                                  | ۳۵۸     | ۲۲۲   | اسکاژراک (Glomma)                         |
| ان (رود)                                                                         | ۳۵۶     | ۲۲۱   | کانال مانش (سن) (اوآز)                    |
| Inhul                                                                            | ۳۵۴     | ۲۲۰   | دریای سیاه (بوگ جنوبی)                    |
| رود کوستروما                                                                     | ۳۵۴     | ۲۲۰   | دریای خزر (ولگا)                          |
| رودخانه موراوا                                                                   | ۳۵۴     | ۲۲۰   | دریای سیاه (دانوب)                        |
| رود سورون                                                                        | ۳۵۴     | ۲۲۰   | اقیانوس اطلس                              |
| Numedalslågen                                                                    | ۳۵۲     | ۲۱۹   | اسکاژراک                                  |
| Alazani                                                                          | ۳۵۱     | ۲۱۸   | دریای خزر (کر)                            |
| ارجش                                                                             | ۳۵۰     | ۲۱۷   | دریای سیاه (دانوب)                        |
| Kuloy                                                                            | ۳۵۰     | ۲۱۷   | دریای سفید                                |
| رود مینیو                                                                        | ۳۵۰     | ۲۱۷   | اقیانوس اطلس                              |
| Oril                                                                             | ۳۴۶     | ۲۱۵   | دریای سیاه (دنیپر)                        |
| Ros                                                                              | ۳۴۶     | ۲۱۵   | دریای سیاه (دنیپر)                        |
| تیمز                                                                             | ۳۴۶     | ۲۱۵   | دریای شمال                                |
| درینا                                                                            | ۳۴۶     | ۲۱۵   | دریای سیاه (دانوب) (رود ساوا)             |
| رود ونتا                                                                         | ۳۴۶     | ۲۱۵   | دریای بالتیک                              |
| اوآز (رود)                                                                       | ۳۴۱     | ۲۱۲   | کانال مانش (سن)                           |
| رود جیو                                                                          | ۳۳۹     | ۲۱۱   | دریای سیاه (دانوب)                        |
| Timiș                                                                            | ۳۳۹     | ۲۱۱   | دریای سیاه (دانوب)                        |
| سولاک–آندی کویسو                                                                 | ۳۳۶     | ۲۰۹   | دریای خزر                                 |
| درین (رود)                                                                       | ۳۳۵     | ۲۰۸   | دریای آدریاتیک                            |
| رود ریونی                                                                        | ۳۲۷     | ۲۰۳   | دریای سیاه                                |
| Svislach                                                                         | ۳۲۷     | ۲۰۳   | دریای سیاه (دنیپر) (برزینا)               |
| Uday                                                                             | ۳۲۷     | ۲۰۳   | دریای سیاه (دنیپر) (سولا)                 |
| هاول                                                                             | ۳۲۵     | ۲۰۲   | دریای شمال (رود البه)                     |
| Segura                                                                           | ۳۲۵     | ۲۰۲   | دریای مدیترانه                            |
| آدور                                                                             | ۳۲۴     | ۲۰۱   | اقیانوس اطلس                              |
| دورانس                                                                           | ۳۲۴     | ۲۰۱   | دریای مدیترانه (رون)                      |
| Luga River                                                                       | ۳۲۴     | ۲۰۱   | خلیج فنلاند                               |
| Vovcha                                                                           | ۳۲۳     | ۲۰۱   | دریای سیاه (دنیپر) (سامارا)               |
| Haliacmon                                                                        | ۳۲۲     | ۲۰۰   | دریای اژه                                 |
| Iori                                                                             | ۳۲۰     | ۱۹۹   | دریای خزر (کر)                            |
| رودخانه سامارا (دنیپر)                                                           | ۳۲۰     | ۱۹۹   | دریای سیاه (دنیپر)                        |
| Loir                                                                             | ۳۱۷     | ۱۹۷   | اقیانوس اطلس (رود لوآر) (من) (سارت)       |
| رود اگر                                                                          | ۳۱۶     | ۱۹۶   | دریای شمال (رود البه)                     |
| Västerداللون                                                                     | ۳۱۵     | ۱۹۶   | دریای بالتیک (داللون)                     |
| آدا (رودخانه)                                                                    | ۳۱۳     | ۱۹۴   | دریای آدریاتیک (پو)                       |
| سارت (رود)                                                                       | ۳۱۳     | ۱۹۴   | اقیانوس اطلس (رود لوآر) (من)              |
| Yeya                                                                             | ۳۱۱     | ۱۹۳   | دریای آزوف                                |
| Lielupe–نمونلیس                                                                  | ۳۱۰     | ۱۹۲   | خلیج ریگا                                 |
| Drammenselva                                                                     | ۳۰۸     | ۱۹۱   | اسکاژراک/Drammensfjord                    |
| رود خورول                                                                        | ۳۰۸     | ۱۹۱   | دریای سیاه (دنیپر) (پسل)                  |
| وست موراوا                                                                       | ۳۰۸     | ۱۹۱   | دریای سیاه (دانوب) (گریت موراوا)          |
| Norrström                                                                        | ۳۰۶     | ۱۹۰   | دریای بالتیک                              |
| Buzău                                                                            | ۳۰۲     | ۱۸۸   | دریای سیاه (دانوب) (سیرت)                 |
| Ounasjoki                                                                        | ۳۰۰     | ۱۸۶   | خلیج بوتنی (کمیجوکی)                      |
| Shchara                                                                          | ۳۰۰     | ۱۸۶   | دریای بالتیک (رود نمان)                   |
| رود ورا                                                                          | ۳۰۰     | ۱۸۶   | دریای شمال (وزر)                          |
| رود ترنت                                                                         | ۲۹۸     | ۱۸۵   | دریای شمال/هامبر                          |
| Šešupė                                                                           | ۲۹۸     | ۱۸۵   | دریای بالتیک (رود نمان)                   |
| کوپا                                                                             | ۲۹۷     | ۱۸۵   | دریای سیاه (دانوب) (رود ساوا)             |
| ایسار                                                                            | ۲۹۵     | ۱۸۳   | دریای سیاه (دانوب)                        |
| رودخانه موراوای جنوبی                                                            | ۲۹۵     | ۱۸۳   | دریای سیاه (دانوب) (گریت موراوا)          |
| Ubort                                                                            | ۲۹۲     | ۱۸۱   | دریای سیاه (دنیپر) (رود پریپیات)          |
| یون (رود)                                                                        | ۲۹۲     | ۱۸۱   | کانال مانش (سن)                           |
| اورون (رود)                                                                      | ۲۹۱     | ۱۸۱   | اقیانوس اطلس (گارون) (Tarn)               |
| مولده                                                                            | ۲۹۰     | ۱۸۰   | دریای شمال (رود البه)                     |
| آر (رود)                                                                         | ۲۸۸     | ۱۷۹   | دریای شمال (راین)                         |
| Dâmbovița                                                                        | ۲۸۶     | ۱۷۸   | دریای سیاه (دانوب) (ارجش)                 |
| ایزر (رود)                                                                       | ۲۸۶     | ۱۷۸   | دریای مدیترانه (رون)                      |
| یانترا (رود)                                                                     | ۲۸۵     | ۱۷۷   | دریای سیاه (دانوب)                        |
| Motala ström                                                                     | ۲۸۵     | ۱۷۷   | دریای بالتیک                              |
| Tormes                                                                           | ۲۸۴     | ۱۷۶   | اقیانوس اطلس (دورو)                       |
| Bistrița                                                                         | ۲۸۳     | ۱۷۶   | دریای سیاه (دانوب) (سیرت)                 |
| پیسوئرگا                                                                         | ۲۸۳     | ۱۷۶   | اقیانوس اطلس (دورو)                       |
| لاینه                                                                            | ۲۸۱     | ۱۷۵   | دریای شمال (وزر) (آلر)                    |
| رودخانه پلیوسا                                                                   | ۲۸۱     | ۱۷۵   | خلیج فنلاند (رود ناروا)                   |
| اوییو                                                                            | ۲۸۰     | ۱۷۴   | دریای آدریاتیک (پو)                       |
| رود توریا                                                                        | ۲۸۰     | ۱۷۴   | دریای مدیترانه                            |
| Kitinen                                                                          | ۲۷۸     | ۱۷۳   | خلیج بوتنی (کمیجوکی)                      |
| ایبار (رود)                                                                      | ۲۷۶     | ۱۷۱   | دریای سیاه (دانوب) (موراوا) (وست موراوا)  |
| Tanaro                                                                           | ۲۷۶     | ۱۷۱   | دریای آدریاتیک (پو)                       |
| Esla                                                                             | ۲۷۵     | ۱۷۱   | اقیانوس اطلس (دورو)                       |
| Jijia                                                                            | ۲۷۵     | ۱۷۱   | دریای سیاه (دانوب) (پروت)                 |
| Bóbr                                                                             | ۲۷۲     | ۱۶۹   | دریای بالتیک (اودر)                       |
| Vjosë                                                                            | ۲۷۲     | ۱۶۹   | دریای آدریاتیک                            |
| بوسنا (رود)                                                                      | ۲۷۱     | ۱۶۸   | دریای سیاه (دانوب) (رود ساوا)             |
| اندر (رود)                                                                       | ۲۷۱     | ۱۶۸   | اقیانوس اطلس (رود لوآر)                   |
| Segre                                                                            | ۲۶۵     | ۱۶۵   | دریای مدیترانه (ایبرو)                    |
| لخ (رود)                                                                         | ۲۶۴     | ۱۶۴   | دریای سیاه (دانوب)                        |
| کروز (رود)                                                                       | ۲۶۴     | ۱۶۴   | اقیانوس اطلس (رود لوآر) (وین)             |
| آلر                                                                              | ۲۶۰     | ۱۶۲   | دریای شمال (وزر)                          |
| Lainio River                                                                     | ۲۶۰     | ۱۶۲   | دریای بالتیک (تورنه)                      |
| وایسه الستر                                                                      | ۲۵۷     | ۱۶۰   | دریای شمال (رود البه) (زاله)              |
| Aidar                                                                            | ۲۵۶     | ۱۵۹   | دریای آزوف (دن)                           |
| Bega                                                                             | ۲۵۶     | ۱۵۹   | دریای سیاه (دانوب) (تیسزا)                |
| Uzh                                                                              | ۲۵۶     | ۱۵۹   | دریای سیاه (دنیپر) (رود پریپیات)          |
| Isle                                                                             | ۲۵۵     | ۱۵۸   | اقیانوس اطلس (دوردوین)                    |
| انز (رود)                                                                        | ۲۵۴     | ۱۵۸   | دریای سیاه (دانوب)                        |
| رود اسنوف                                                                        | ۲۵۳     | ۱۵۷   | دریای سیاه (دنیپر) (دسنا)                 |
| لوسیشن نایسه                                                                     | ۲۵۲     | ۱۵۷   | دریای بالتیک (اودر)                       |
| Skien River                                                                      | ۲۵۲     | ۱۵۷   | اسکاژراک/Frierfjord                       |

در فهرست زیر رودهای اروپا بر اساس دریا یا اقیانوسی که یه آن جریان دارند گروه‌بندی شده‌اند.

## دریای بارنتزودریای سفید(اقیانوس منجمد شمالی)
در روسیه:
- رود پیچورا (شمال شرقی ناریان-مار)
  - رود اوسا (غرب اوسینسک)
    - رود کلوا (نزدیک اوسینسک)
- رود دوینای شمالی (در سورودوینسک)
  - رود پینه‌گا (در Ust-Pinega)
  - Yomtsa (نزدیک Bolshaya Gora)
  - رود وگا (نزدیک Bereznik)
  - Uftyuga (نزدیک Krasnoborsk)
  - ویچگدا (در کوتلاس)
    - رود ویشرا (جمهوری کومی)

  - Yug (در ولیکی اوستیوگ)
  - Sukhona (در ولیکی اوستیوگ)
- رود مزن (نزدیک مزن)
- رود اونگا (در اونگا)

در نروژ:
- Paatsjoki (به Bøkfjord نزدیک کیرکنس)
- Näätämö (به Neidenfjord نزدیک Neiden)
- Tana (به Tanafjord شمال Tana Bru)
  - Karasjohka (نزدیک Karigasniemi)
  - Anarjohka (نزدیک Karigasniemi)
- Lakselva (به Porsangerfjorden در Lakselv)

## اقیانوس اطلس

### درایسلند

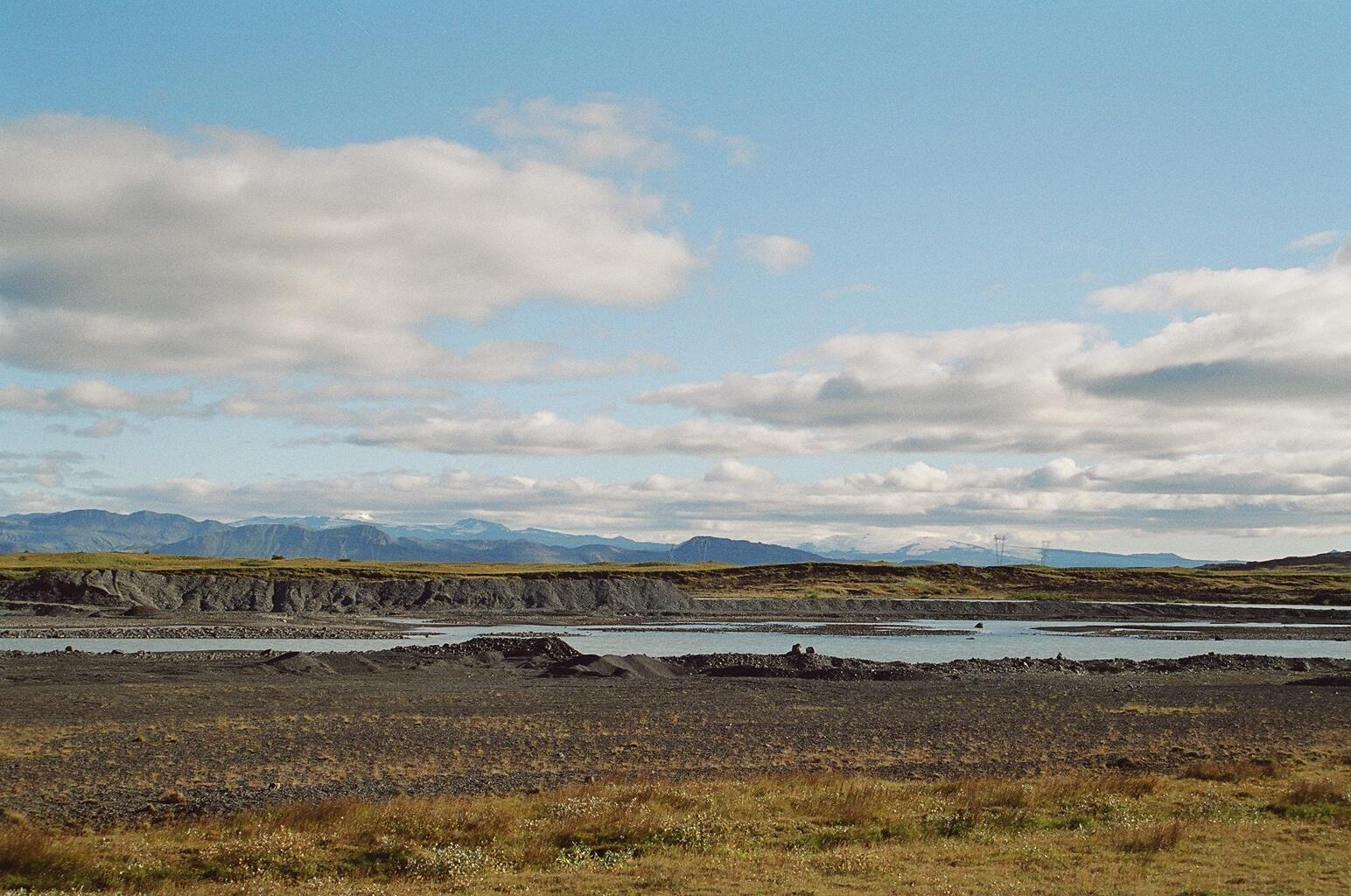
رودخانه فیورسا

- Jökulsá á Fjöllum (ساحل شمالی)
- فیورسا (ساحل جنوبی)

### ساحل نروژ
در نروژ:
- Altaelva (در التا به Altafjord در غرب فینمارک)
- Reisaelva (در Nordreisa، ترومس)
- مولسلوا (به Malangen در Målselv، ترومس)
- Saltdalselva (در Saltdal، نوردلاند)
- Ranelva (در Rana، نوردلاند)
- Vefsna (در موشان، نوردلاند)
- Namsen (در نامسوس در نورد تروندلاگ)
- Nidelva (به Trondheimsfjord در تروندهایم، سور تروندلاگ)
- گائولا (در تروندهایم، سور تروندلاگ)
- رودخانه اورکلا (به Trondheimsfjord در اورکدال، سور تروندلاگ)
- Surna River (به Surnadalsfjord در سورنادال، موره او رومسدال)
- Driva (به Sunndalsfjord در Sunndalsøra، موره او رومسدال)
- Rauma (در اوندالسنس، موره او رومسدال)
- Lærdalselvi (به Sognefjord در Lærdal، سون او فیوردانه)

### ساحل ایرلند
در ایرلند شمالی:
- Bann (در Coleraine)

در ایرلند (شامل دریای سلتی):
- Swilly (Letterkenny)
- رودخانه شانون (نزدیک لیمرک)
  - Suck (نزدیک Ballinasloe)
  - ریور بروسنا
- Barrow (نزدیک واترفورد) - ایرلند
  - Suir (نزدیک واترفورد)
  - Nore (در New Ross)

### ساحل بریتانیا
کانال بریستول:
- Severn Estuary (نزدیک کاردیف و وستون-سوپر-مار)
  - رود سورون (در Second Severn Crossing نزدیک Severn Beach, South Gloucestershire)
    - Teme (نزدیک ووستر)
    - Avon (Upper) (در توکسبوری)

  - رود وای (نزدیک چپستاو)
  - Avon (Lower) (نزدیک بریستول)
  - Usk (در نیوپورت)
  - Taff (در کاردیف)

### ساحل فرانسه، اسپانیا و پرتغال
در فرانسه:
- Aulne (نزدیک برست)
- اوده (نزدیک کمپر)
- Blavet (در لوریان)
- رود ویلن (در Pénestin)
  - Oust (در ردون-ایله-ویلن)
- لوآر (در سن-نزر)
  - Sèvre Nantaise (در نانت)
  - Erdre (در نانت)
  - من (نزدیک آنژه)
    - ماین (نزدیک آنژه)
    - سارت (نزدیک آنژه)
      - Loir (شمال آنژه)
        - Braye (در Pont-de-Braye)

      - اویین (در لو مان (فرانسه))

  - وین (در Candes-Saint-Martin)
    - کروز (شمال شته لورو)
      - Gartempe (در La Roche-Posay)

    - Clain (در شته لورو)

  - اندر (شرق Candes-Saint-Martin)
  - شر (در Villandry)
    - سولدر (در Selles-sur-Cher)
    - ارنون (نزدیک ویرزون)

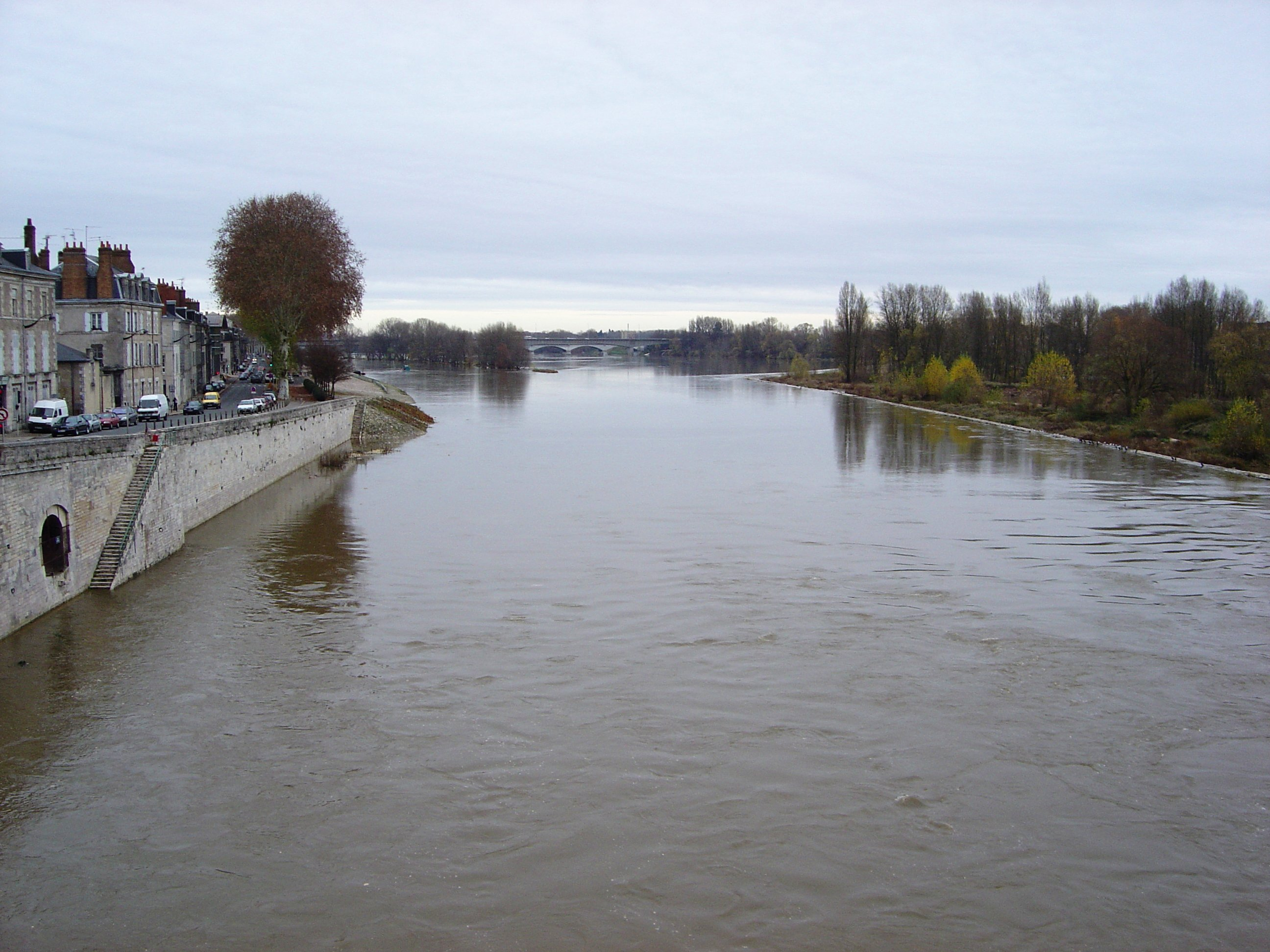
رود لوآر در اورلئان

  - بوورون (در Chaumont-sur-رود لوآر)
  - رود لوآر (در اورلئان)
  - الیه (نزدیک نور (شهر فرانسوی))
    - رودخانه سیول (نزدیک سن-پورسن-سور-سیول)
    - رودخانه دور (نزدیک Puy-Guillaume)

  - رودخانه بسبر (نزدیک Dompierre-sur-Besbre)
  - رودخانه ارو (در Digoin)
- Sèvre Niortaise (شمال لا روشل)
  - Vendée (در Marans)
- شرانت (رود) (نزدیک روشفور، شرانت-ماریتیم)

- گارون (به خور ژیرنده نزدیک بوردو)
  - دوردوین (نزدیک بوردو)
    - Isle (در لیبورن)
      - رودخانه درون (نزدیک Libourne)

    - Vézère (نزدیک Le Bugue)
      - Corrèze (در بریو-لا-گیارد)

    - رودخانه سر (نزدیک Bretenoux)

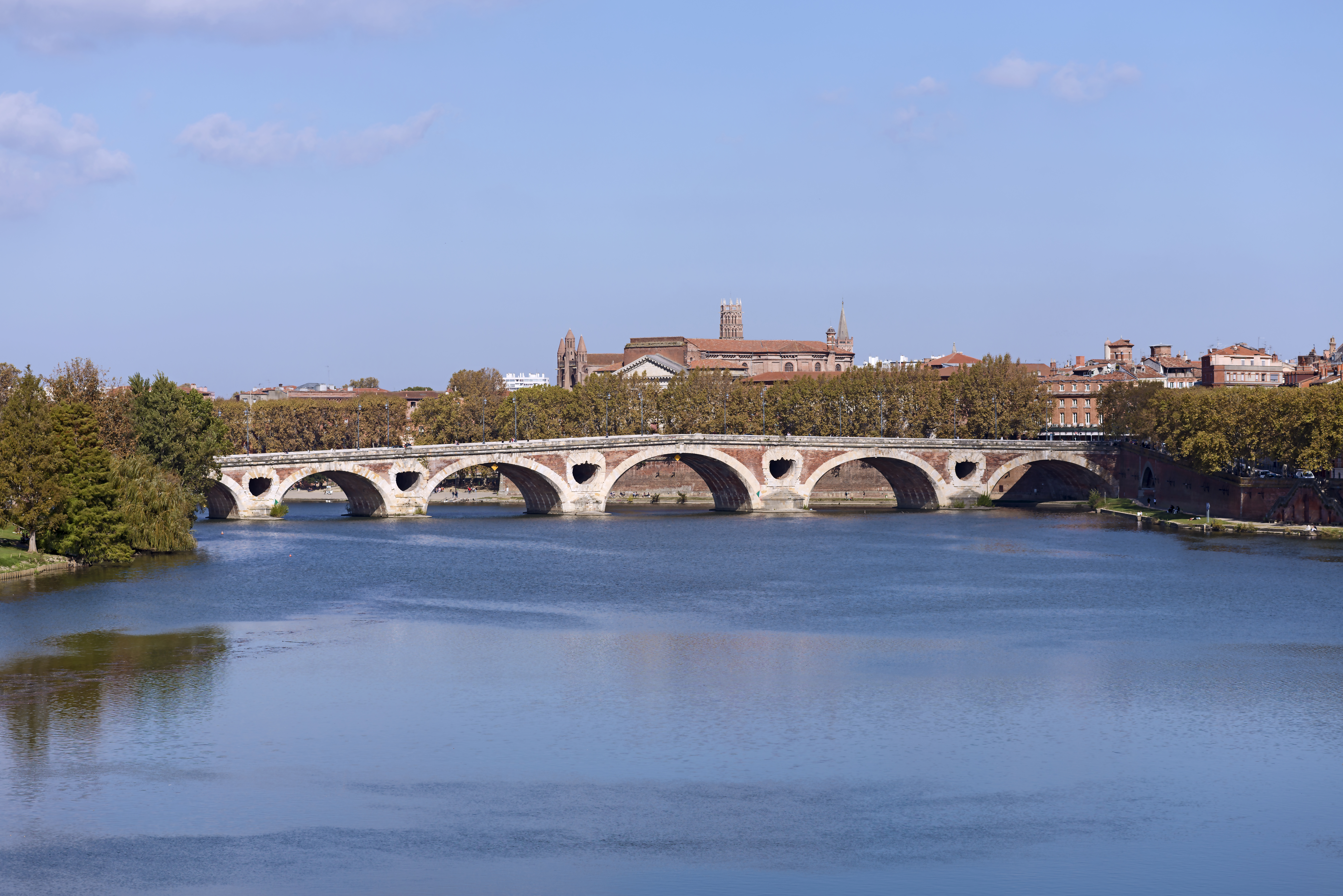
گارون در تولوز.

  - لت (رود) (نزدیک ایگویلون، لات-ا-گارون)
    - رودخانه تروییر (در Entraygues-sur-Truyère)

  - Baïse (نزدیک Aiguillon)
  - ژر (رود) (نزدیک اژن)
  - Tarn (نزدیک کاستلسارازن)
    - اورون (رود) (نزدیک مونتوبان)
      - رودخانه ویور (در Laguépie)

    - رودخانه آگو (در Saint-Sulpice)

  - رودخانه ژیمون (نزدیک کاستلسارازن)
  - Save (در Grenade)
  - Ariège (در تولوز)
    - Hers-Vif (در Cintegabelle)
- آدور (در بایون)
  - Gave de Pau (نزدیک Peyrehorade)
  - Gave d'Oloron (در Peyrehorade)

در اسپانیا:
- نرویون (نزدیک بیلبائو)
- Pas (نزدیک سانتاندر)
- Sella (در ریبادسیا)
- نالون (در مورس د نالن)

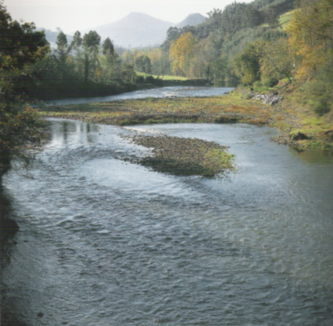
رود Pas در استان کانتابریا، اسپانیا.

- رود مینیو (نزدیک Caminha) - پرتغال، اسپانیا
  - سیل (نزدیک دهستان اورنسه، اسپانیا)

در پرتغال:
- Limia (نزدیک ویانا دو کاستلو)
- Cávado (نزدیک اسپوسنده)
- دورو (در پورتو) - پرتغال، اسپانیا
  - Tâmega (نزدیک Penafiel، پرتغال)
  - Paiva (نزدیک Castelo de Paiva، پرتغال)
  - Sabor (نزدیک Torre de Moncorvo، پرتغال)
  - Côa (در ویلا نوا د فوز کوا، پرتغال)
  - Águeda (نزدیک Figueira de Castelo Rodrigo Municipality، پرتغال)
  - پیسوئرگا (نزدیک وایادولید، اسپانیا)
- Vouga (در Ria de Aveiro)
- Mondego (در فیگوئرا دافوش، پرتغال)
- تاقوس (نزدیک لیسبون) - پرتغال، اسپانیا تاقوس در لیسبون
  - Zêzere (در Constância، پرتغال)

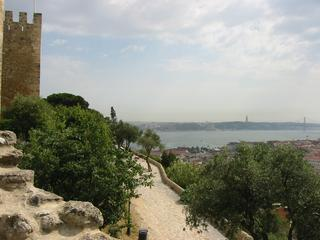
تاقوس در لیسبون

  - Alagón (نزدیک الکانتارا، اسپانیا)
  - جارما (در اراشویز، اسپانیا)
    - Manzanares (عبو از مادرید، اسپانیا)
    - Tajuña (نزدیک مادرید، اسپانیا)
- رودخانه سادو (در ستوبال)
- رودخانه میرا (پرتغال) (نزدیک Vila Nova de Milfontes)

در اسپانیا:
- رود گوادیانا (نزدیک آیامونته) - پرتغال، اسپانیا
  - چنزق (نزدیک Mértola، پرتغال)
  - Ardila (نزدیک Moura Municipality، پرتغال)
  - سانکارا (نزدیک الکازار دو سان جوان، اسپانیا)
- Rio Tinto (در اوئلوا)
- گوادالکیبیر (در سنلوکار د برامدا)
  - Genil (در Palma del Río)

## دریای بالتیک

### در سوئد
- Motala ström (در نورشوپینگ)
- داللون (نزدیک یوله)
  - Västerdalälven (در یوروس)
  - Österdalälven (در یوروس)
- Ljusnan (در سادرهامن)
- Ljungan (نزدیک سوندسوال)
- Inداللون (نزدیک سوندسوال)
- اونگرمن (نزدیک کرامفوش)
- رود اومئو (در اومئو)
- Skellefte River (در کخلفتئا)
- Pite River (در پیتئا)
- Lule River (در لولئو)
- رود کلیکس (در کلیکس)

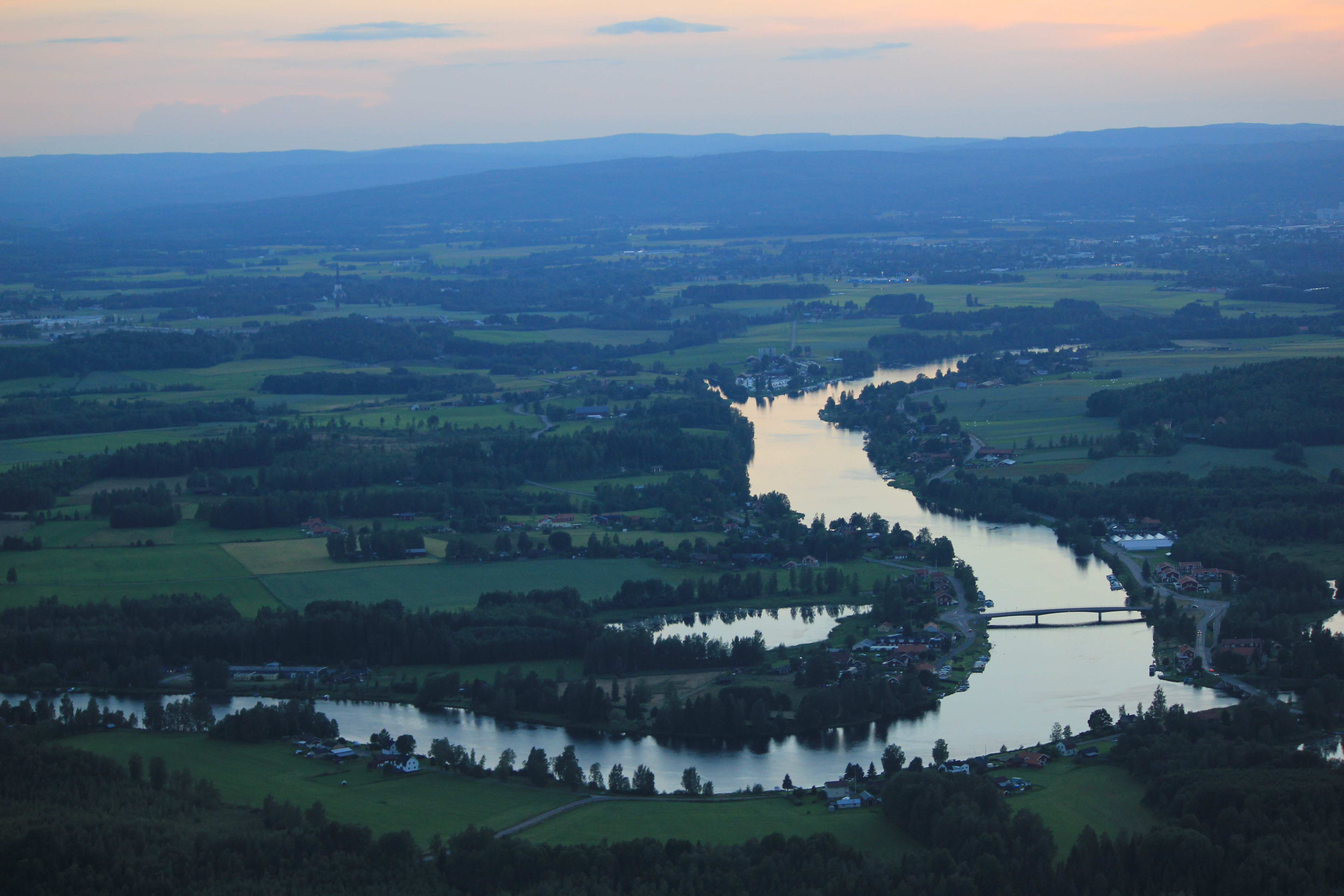
داللون (Dalälven) در سوئد

- Torne River (در تورنیو) - سوئد، فنلاند
  - Tengeliönjoki (در Aavasaksa) - فنلاند
  - Muonionjoki (نزدیک پایالا) - فنلاند، سوئد
    - Könkämäeno (نزدیک Kaaresuvanto) - فنلاند، سوئد
    - Lätäseno (نزدیک Kaaresuvanto) - فنلاند

  - Lainioälven (نزدیک Junosuando) - سوئد

### در فنلاند
- کمیجوکی (در کیمی)
  - Ounasjoki (در رووانیمی)
    - Käkkälöjoki (نزدیک Hetta)

  - Kitinen (نزدیک Pelkosenniemi)
    - Luiro (نزدیک Pelkosenniemi)
- Iijoki (در Ii)
- Oulujoki (در اولو، فنلاند)
- Kalajoki (در کالایوکی)
- Kyrönjoki (نزدیک واسا)
- Kokemäenjoki (در پوری)
- Aurajoki (در تورکو)

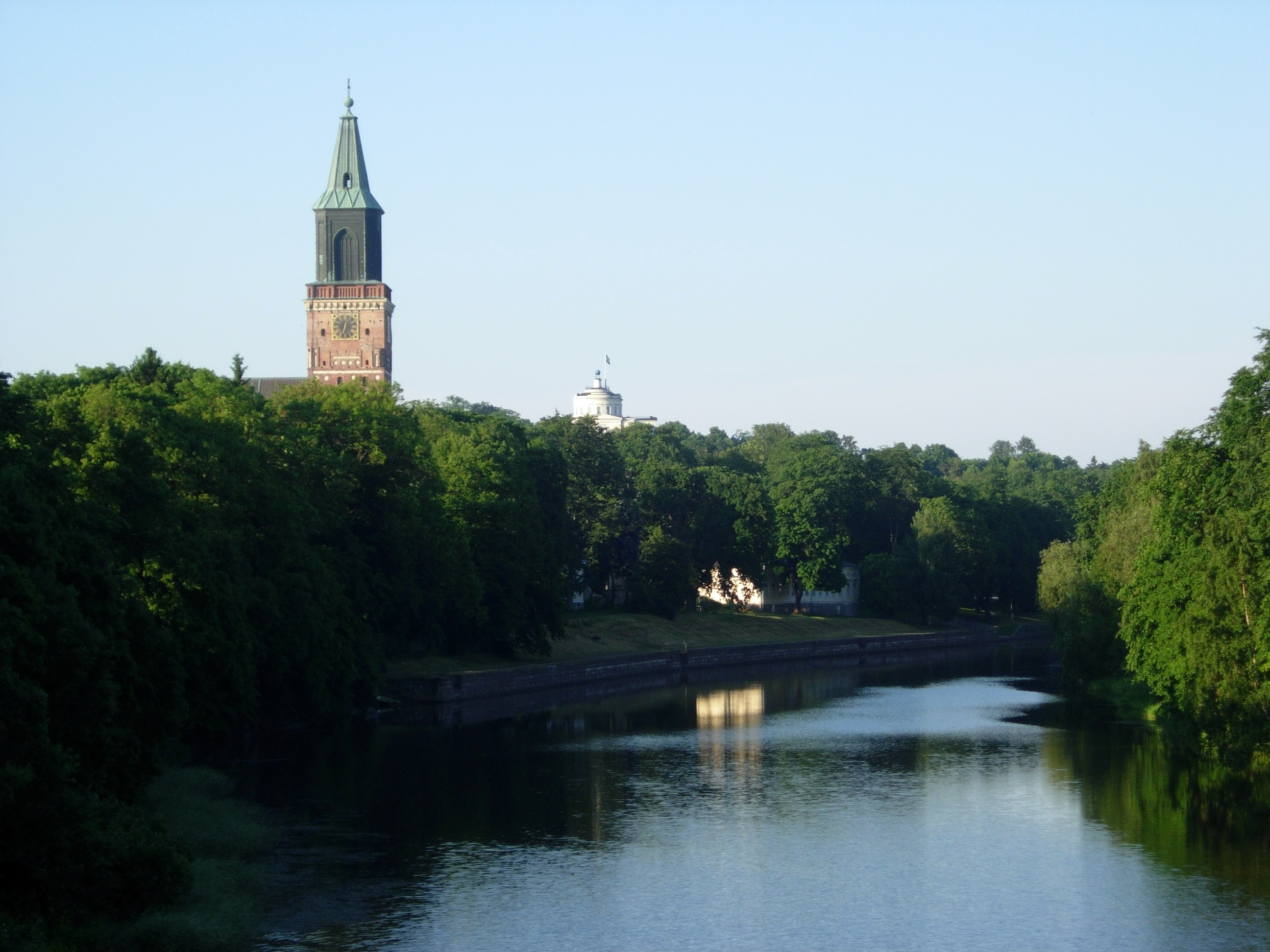
Aurajoki در تورکو

- کیمی ریور (در کوتکا و نزدیک Ruotsinpyhtää)

### در روسیه
- رود نوا (در سن پترزبورگ)
  - رودخانه اوختا (در سن پترزبورگ)
  - Izhora (در Ust-Izhora)

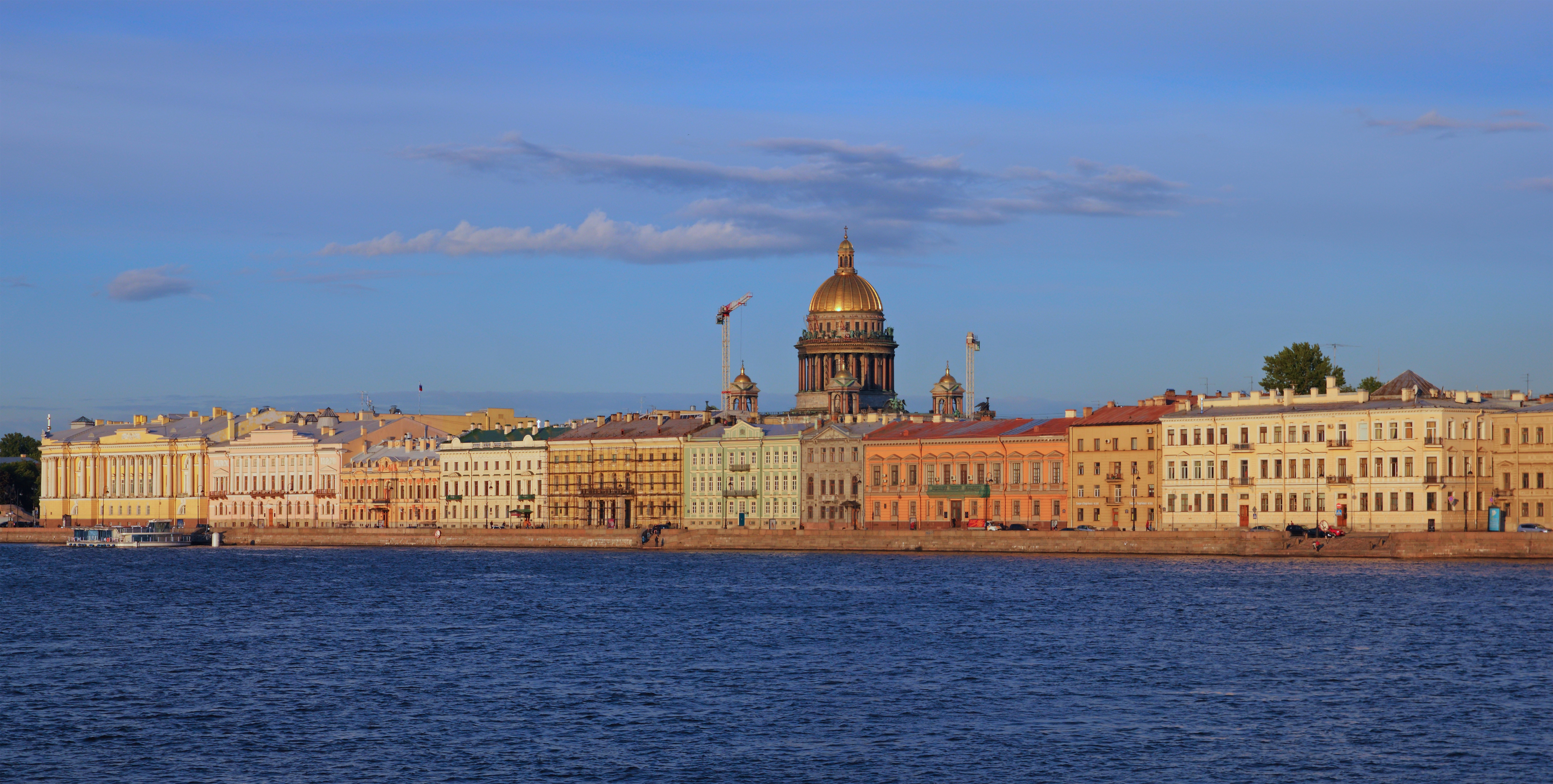
رود نوا در سن پترزبورگ

  - رودخانه توسنا (در اوترادنویه، بخش کیروفسکی، اوبلاست لنینگراد)
  - دریاچه لادوگا (در شلیسلبورگ)
    - رود وولخوف (نزدیک وولخوف)
      - Tigoda (نزدیک کیریشی)
        - Ravan
        - Chagoda

      - Vishera (نزدیک ولیکی نووگورود)
      - دریاچه ایلمن (در ولیکی نووگورود)
        - مستا (نزدیک ولیکی نووگورود)
          - رودخانه اوور (نزدیک Berezovsky Ryadok)
          - رودخانه برزایکا (در Berezovsky Ryadok)
            - رودخانه والدایکا

          - Lake Mstino (نزدیک ویشنی وولوچیوک)
            - رودخانه تسنا (دریاچه مستینو) (نزدیک ویشنی وولوچیوک)

        - Pola (نزدیک استارایا روسا)
        - Lovat (نزدیک استاریا روسا)
          - رودخانه پولیست (نزدیک استاریا روسا)
          - رودخانه کونیا (در خولم، بخش خولمسکی، اوبلاست نووگورود)

        - Shelon (نزدیک Shimsk)

    - Syas (در سیاستروی)
    - رودخانه ویوکسی (در Solovyovo و پریوزرسک)
    - Svir (نزدیک لودینویه پوله)
      - رودخانه پاشا (نزدیک لودینویه پوله)
      - رودخانه اویات (نزدیک لودینویه پوله)
      - دریاچه اونگا
        - رودخانه ودلا (نزدیک پودوژ)
        - Vytegra (نزدیک ویتگرا)
- Luga (در Ust-Luga)
  - رودخانه اوردژ (نزدیک لوگا، اوبلاست لنینگراد)

### دراستونی

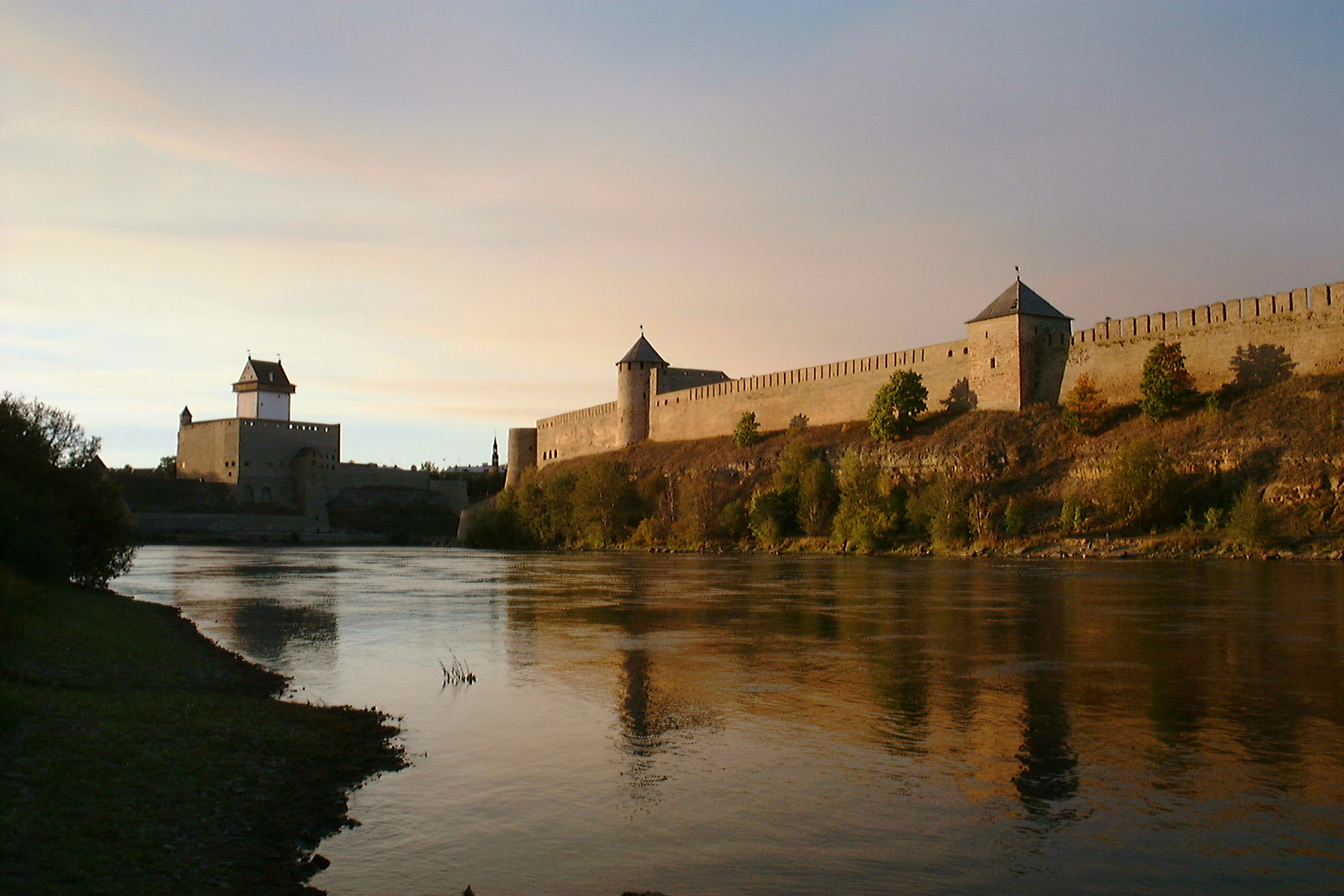
رود ناروا بین ایانگورود در روسیه و ناروا در استونی جریان دارد.

- رود ناروا (نزدیک ناروا) - استونی، روسیه
  - رود امایوگی
    - رود پدیا
    - رود پولتساما
    - Väike Emajõgi
    - Ahja

  - رود ووهاندو
  - رود پیوسا - استونی - روسیه
  - Velikaya (نزدیک پسکوف) - روسیه
  - رودخانه پلیوسا - روسیه
- Valgejõgi
- Jägala (در Jõesuu)
- رود پیریتا (در تالین)
- رود کیلا (در Keila-Joa)
- رود کاساری (در Matsalu)
- رود پارنو (در پارنو)
  - Navesti
    - Halliste
      - Raudna

  - Reiu - استونی - لتونی
    - Ura

  - Sauga

### درلتونی
- Salaca (نزدیک مرز استونی) - لتونی

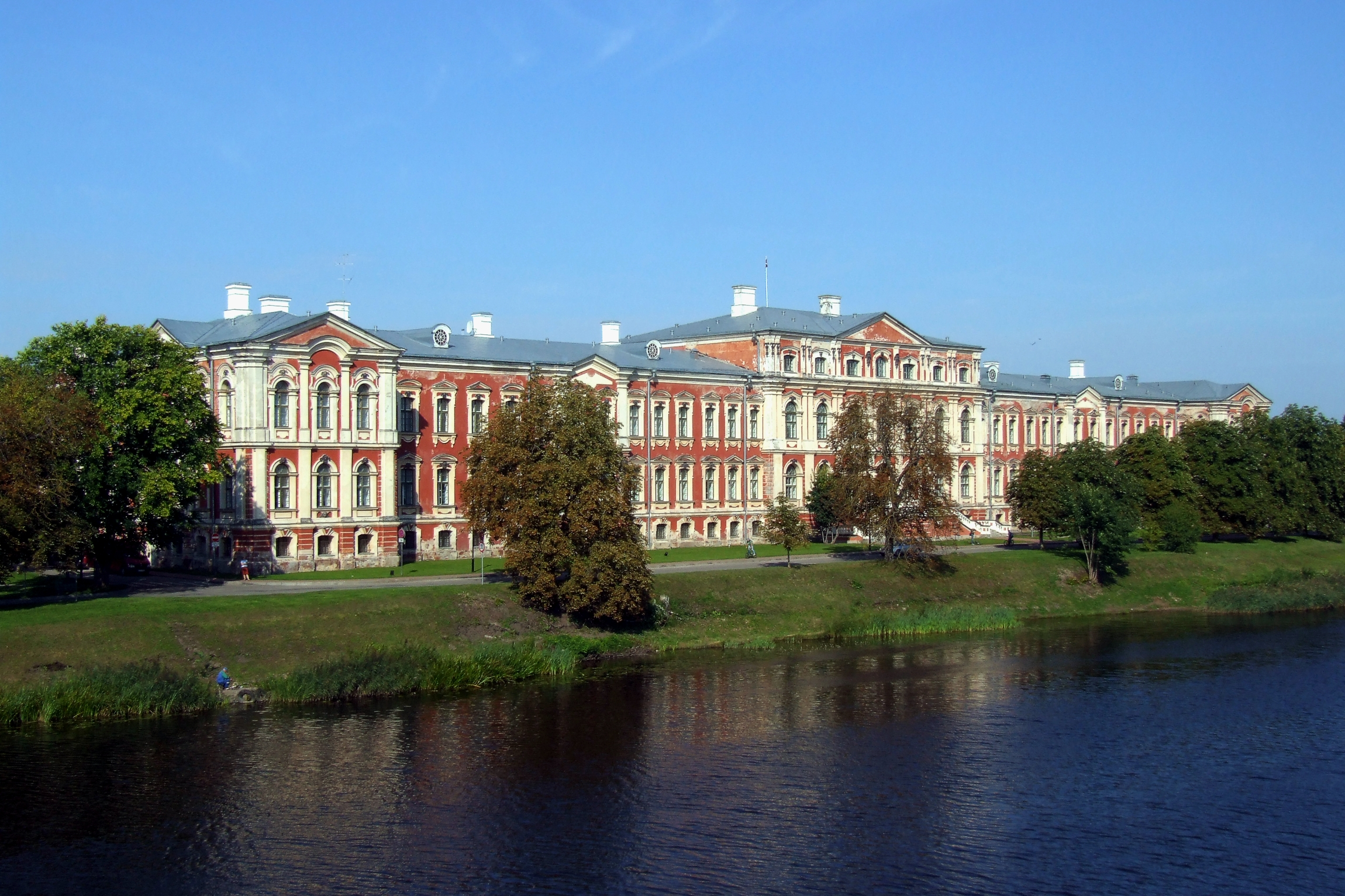
Lielupe River در Jelgava Palace

- Gauja (نزدیک ریگا) - لتونی (در مرز استونی)
- دائوگاوا (رودخانه) (نزدیک ریگا) - لتونی، بلاروس، روسیه
  - Aiviekste
  - Polota (در پولوتسک)
- Lielupe (نزدیک یورمالا) - لتونی
- رود ونتا (در ونتسپیلس) - لتونی، لیتوانی
  - Abava
  - پرو Paru

### درلیتوانی
- Šventoji (در Šventoji)
- Dangė (در کلایپدا)

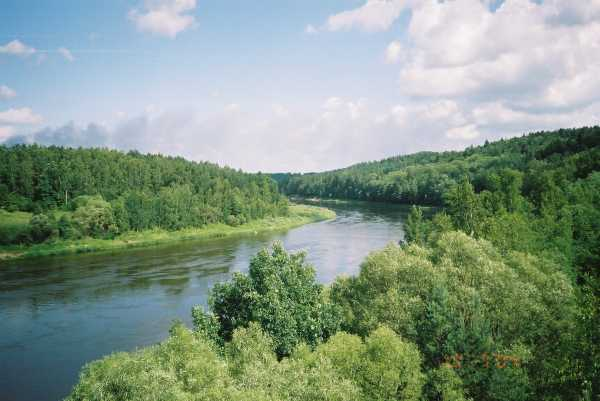
رود نمان

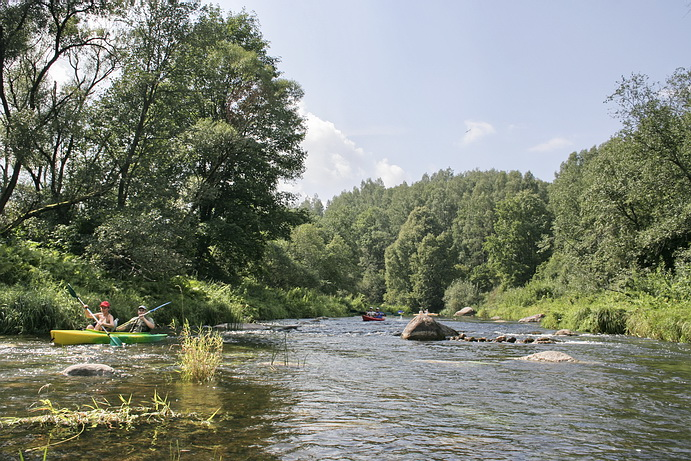
رودخانه شیروینتا

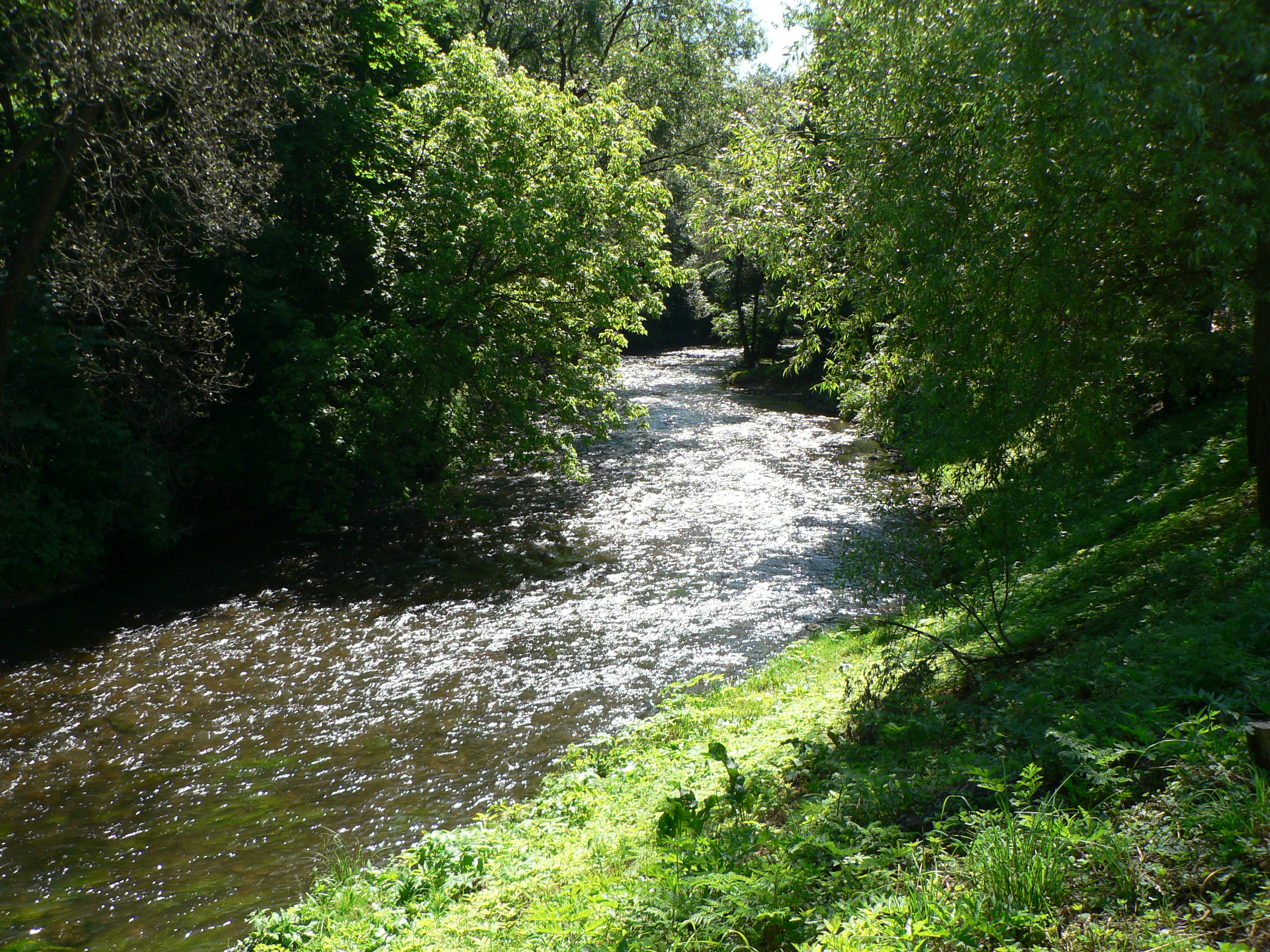
ویلنیا

- رود نمان (نزدیک شیلوته) - بلاروس، لیتوانی، روسیه
  - Minija (نزدیک Cape Ventė)
  - یورا (نزدیک نمان)
    - Šešuvis (نزدیک تاوراگه)

  - Šešupė (نزدیک نمان)
  - Mituva (نزدیک یوربارکاس)
  - Dubysa (نزدیک سرژیوس)
  - رودخانه نویژس (نزدیک Raudondvaris)
    - Šušvė (نزدیک یوسواینیای)

  - نریس (در کاوناس)
    - Šventoji (در یوناوا)
      - رودخانه شیروینتا (بین Upninkai و وپریی)

    - ویلنیا (در ویلنیوس)
    - Žeimena (۱۲ کیلومتری پابراده)

  - رودخانه مرکیس (نزدیک مرکینه)
    - رودخانه اولاً (نزدیک Perloja)
    - شالچیا (نزدیک Valkininkai)

  - رودخانه کوترا

### در روسیه (استان کالینینگراد)
- پرگولیا (نزدیک کالینینگراد)
  - Łyna (در Znamensk)
  - Instruch (در چرنیاخوفسک)
  - آنگراپا (در چرنیاخوفسک)
    - Pissa (نزدیک چرنیاخوفسک)
    - Krasnaya River (در گوسف (اوبلاست کالینینگراد))

### در لهستان
- Pasłęka (نزدیک برانگوو)
- Nogat (نزدیک البلنگ)
  - انشعاب رود ویستولا (نزدیک مالبورک)

- ویستولا (نزدیک گدانسک)
  - Wda (در خومنو)
  - Brda (در بیدگوشچ)
  - Drwęca (نزدیک ترونی)
  - Bzura (در ویشوگرود)
  - نارو (در نوو دوور مازوویتسکی)

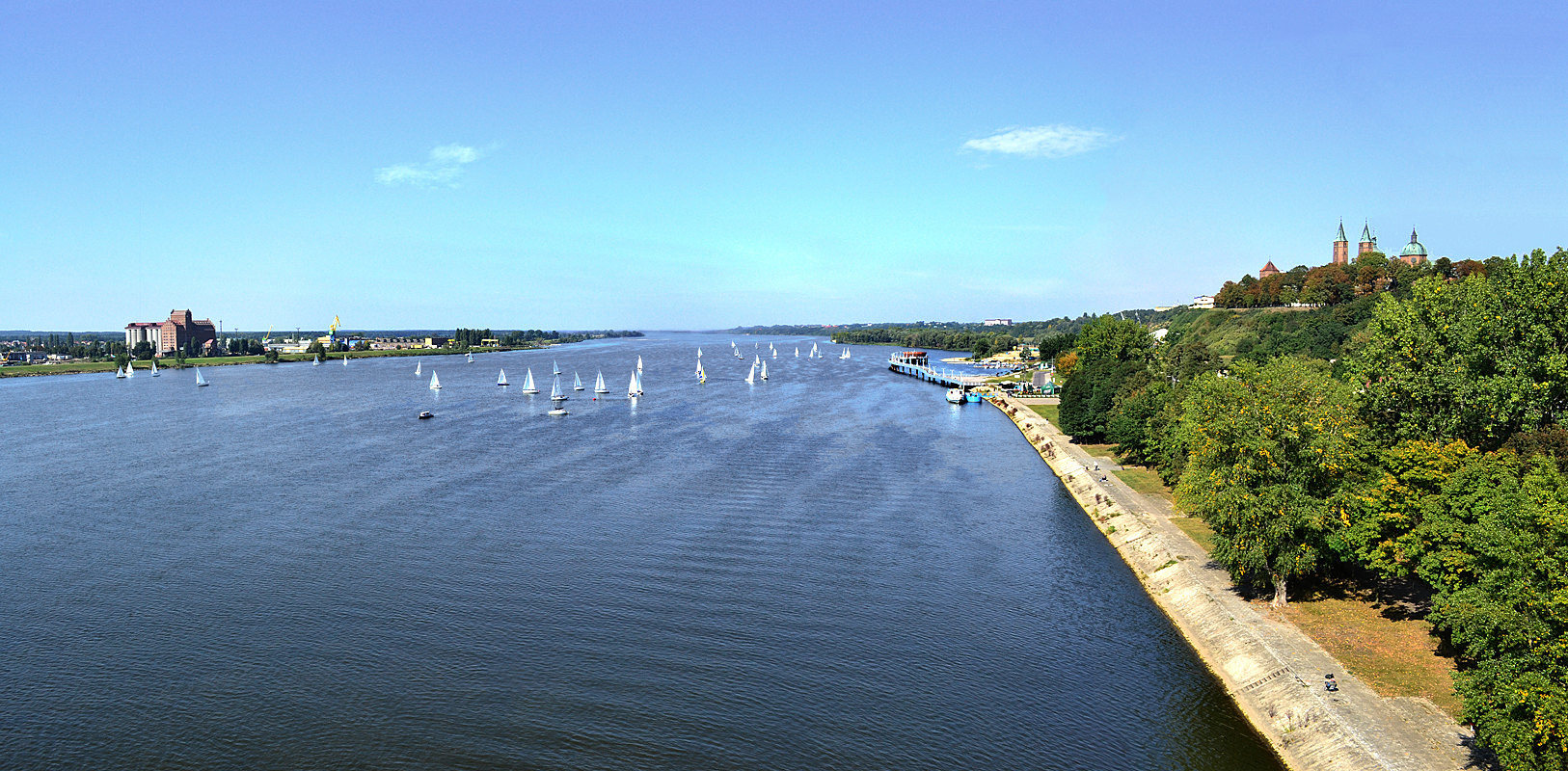
رود ویستولا در پوتسک، استان ماسوویان

    - Wkra (نزدیک نوو دوور مازوویتسکی)
    - رود باگ (نزدیک Serock)
      - Mukhavets (در برست، بلاروس)

    - Biebrza (نزدیک ویزنا)

  - Pilica (نزدیک Warka)
  - Kurówka (نزدیک پوواوه)
  - Wieprz (در دنبلین)
  - رود سن (نزدیک ساندومیژ)
    - Wisłok (نزدیک لژایسک)

  - ویسوکا (در گاوووشوویتسه)
  - Nida (در نوو کورچن)
  - Dunajec (در اوپاتوویتس)
    - Poprad (نزدیک نووی سونتس)
- Łeba (نزدیک وبا، لهستان)
- Słupia (در اوستکا)
- Wieprza (در داروووو)
- Parsęta (در کووبژک)
- Rega (نزدیک چبیاتو)
- Dziwna (در Dziwnow)
  - انشعاب رودهای اودر و اودر لاگون
- اودر (انشعاب اصلی Świna، در اشوینواویشچه) - آلمان، لهستان، جمهوری چک

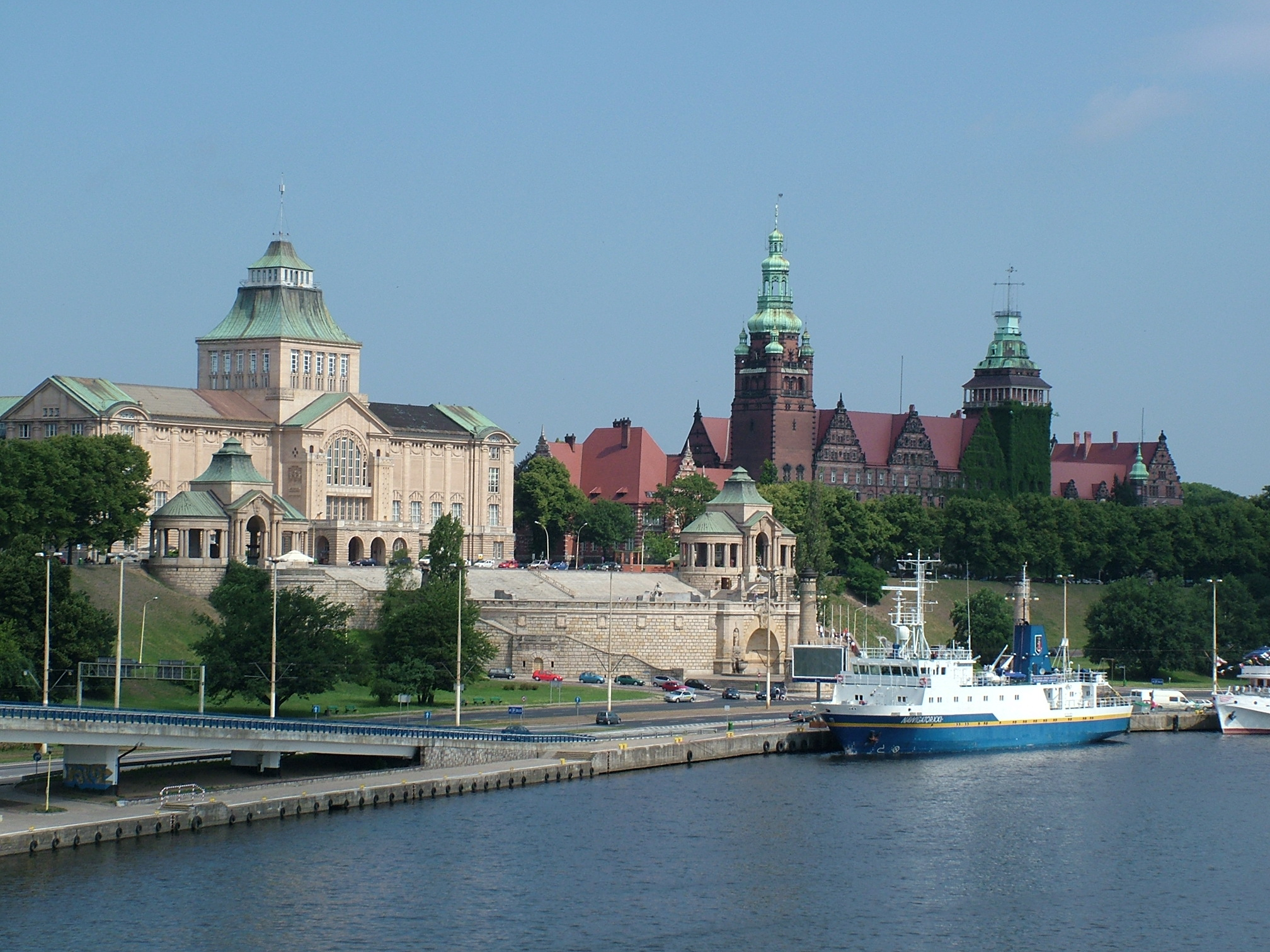
رود اودر در شچچین

- - Ina (نزدیک شچچین)
  - وارتا (در کوستژن ناد اودران)
    - Noteć (در سانتوک)
      - Drawa (در Krzyż Wielkopolski)

    - Obra (در Skwierzyna)
    - Prosna (نزدیک Pyzdry)

  - لوسیشن نایسه (در Kosarzyn)
  - Bóbr (در Krosno Odrzańskie)
  - Barycz (نزدیک گووگوو)
  - Nysa Kłodzka (نزدیک بژگ)
  - Mała Panew (نزدیک اوپوله)
  - Opava (در استراوا)

### در آلمان

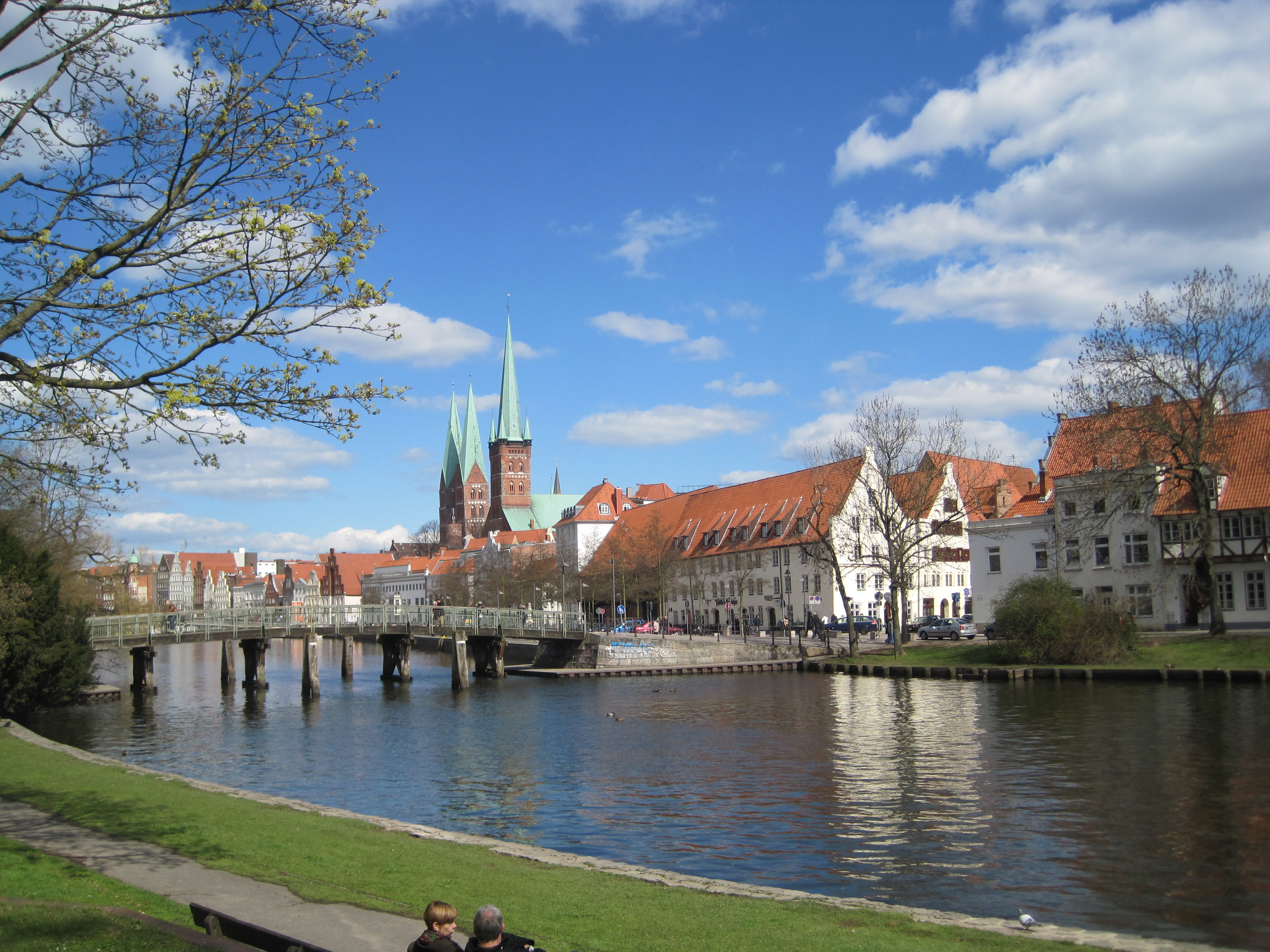
رود Trave در لوبک

- Peenestrom (در پنمونده)
  - Peene (نزدیک آنکلام)
    - تولنزه (در دمین)

  - انشعابی از اودر و اودر لاگون
- Recknitz (در ریبنیتز-دام‌گارتن)
- وارنو (در وارنمونده)
- Trave (در لوبک–Travemünde)

## دریای سیاه

### دربلغارستان
- ولکا - بلغارستان، ترکیه (در Sinemorets)
- Kamchiya (نزدیک وارنا)
  - Luda Kamchiya (نزدیک دالگوپول)
- رودخانه پروادیا (در وارنا)

### دررومانی
- دانوب (در سولینا)- آلمان، اتریش، اسلواکی، مجارستان، کرواسی، صربستان، رومانی، بلغارستان، اوکراین، دانوب در اولم
  - پروت (نزدیک Giurgiulesti)
    - Jijia (نزدیک هوش)
      - Bahlui (در یاش)

    - Cheremosh (نزدیک سنیاتین)

  - رود سیرت (در گالاتسی)
    - Buzău (نزدیک گالاتسی)
    - Râmnicul Sărat (در Fundeni)
    - Putna (در Vulturu)
    - Bârlad (در Liești)
    - Trotuș (نزدیک ادژو)
    - Bistrița (نزدیک باکائو)
    - Moldova (نزدیک رومان)
    - Suceava (در لیته)

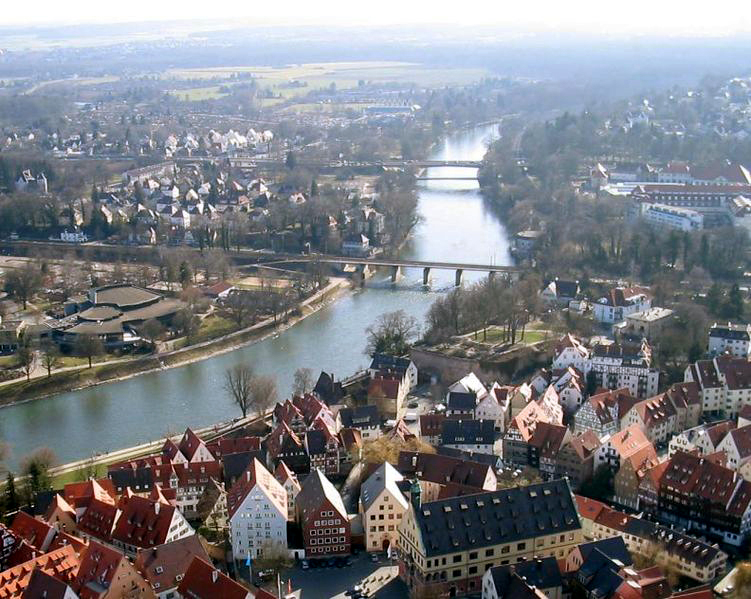
دانوب در اولم

  - Călmățui (نزدیک Berteștii de Jos)
  - Ialomița (نزدیک هرشوا)
    - Prahova (نزدیک Adâncata)
      - Teleajen (نزدیک Dumbrava)

  - Mostiștea (نزدیک Mânăstirea)
  - ارجش (در اولتنیتسا)
    - Dâmbovița (در بودش)
      - Colentina (در Cernica)

    - Sabar (نزدیک Valea Dragului)
    - Neajlov (نزدیک Comana)

  - روزنسکی لوم (در روسه، بلغارستان)
  - Vedea (نزدیک جورجو)
  - یانترا (رود) (نزدیک سویشتوف)
    - Rositsa (نزدیک دولنا اوریاهوویتسا)

  - رود اولت (نزدیک تورنو مگورل)
    - Olteț (در Fălcoiu)
    - Cibin (در تلمچی)

  - Osam (نزدیک نیکوپول، بلغارستان)
  - Vit (نزدیک گولیانتسی)
  - ایسکار (نزدیک Gigen)
  - Ogosta (نزدیک کوزلودوی)
    - Skat (نزدیک میزیا)

  - رود جیو (نزدیک بکه)
    - Amaradia (نزدیک کرایووا)
    - Motru (نزدیک فیلیش)
    - Gilort (در Ionești)

  - Timok (نزدیک برگوفو)
  - Nera (نزدیک Bela Crkva)
  - Karaš (نزدیک Bela Crkva)
  - Timiș (در پانچفو)
    - Bârzava (در Botoš)

  - گریت موراوا (نزدیک اسمدرفو)
    - رودخانه موراوای جنوبی (نزدیک کروشواس)
    - وست موراوا (نزدیک کروشواس)
      - ایبار (رود) (در کرالیفو)

  - رود ساوا (در بلگراد)
    - رودخانه کلوبارا (نزدیک اوبرنوواس)
    - رودخانه بسوت (نزدیک Ravnje)
    - درینا (نزدیک بیه‌لینا)
      - رودخانه لیم (نزدیک ویشه‌گراد)
      - Tara (نزدیک فوچا، بوسنی و هرزگوین)

    - بوسنا (رود) (در شاماتس)
    - ورباس (رود) (در Srbac)
    - Una (در Jasenovac)
      - سانا (در نوی گراد)

    - Lonja (نزدیک Lipovljani)
      - Česma (نزدیک Popovača)

    - کوپا (در سیساک)
      - Glina (نزدیک گلینا)
      - Korana (در کارلواتس)
      - Dobra (نزدیک Karlovac)

    - Krka (در برژیتسه)

  - تیسا (نزدیک تیتل)
    - رود مورش (در سگد)
      - Târnava (نزدیک تئوش)
        - Târnava Mare (در بله)
        - Târnava Mică (در بله)

      - مورش (نزدیک لودو)

    - کُرُش (نزدیک چونگراد)
      - کُرُش پرشتاب (نزدیک دیومائندرود)
        - Barcău (در سگ‌هالوم)

      - کُرُش سفید (نزدیک دیولا)
      - کُرُش سیاه (نزدیک دیولا)

    - Zagyva (در سولنوک)
    - Sajó (در تیسااوی‌واروش)
      - Hornád (نزدیک میشکولتس)

    - Bodrog (در توکای)
      - Ondava (نزدیک Cejkov)
      - لاتوریچا (نزدیک Cejkov)
        - Laborec (نزدیک Oborin)
          - Uzh (نزدیک Pavlovce nad Uhom)
          - Cirocha (در هومننه)

        - Stara
        - Vicha
        - Kerepets

    - Crasna (در Vásárosnamény)
    - Someș (نزدیک Vásárosnamény)
      - Someșul Mic (در ده)
      - Someșul Mare (در ده)
        - Șieu (در بکلئه)
          - Bistrița (نزدیک بیستریتسا)

  - دراوا (نزدیک اوسییک)
    - Mur (نزدیک Legrad)
      - Ledava (نزدیک Muraszemenye)
      - Ščavnica (در Razkrižje)
      - Sulm (نزدیک لایب‌نیتز (شهر اتریش))
      - مورتس (در بروک آن در مور)

    - Bednja (نزدیک Mali Bukovec)
    - رودخانه گورک (نزدیک فولکرمارکت)
    - Gail (در فیلاخ)

  - Sió (نزدیک سکسارد)
    - دریاچه بالاتون (در شیوفک)
      - زالا (رود) (نزدیک کرستهی)

  - Ipeľ (در زوب)
  - Hron (نزدیک استرگم)
  - Váh (در کمارنو)
    - Nitra (نزدیک کمارنو)
    - دانوب کوچک (در کلاروو)
      - branch of دانوب (در براتیسلاوا)

    - Orava (در Kraľovany)

  - Rába (نزدیک گیور)
  - Leitha (نزدیک مشونماگروور)
  - رودخانه موراوا (در براتیسلاوا-Devin)
    - Thaya (نزدیک هوهناو)
    - Bečva (نزدیک پرژرو)

  - Wien (در وین)
  - Kamp (در گرافنورس)
  - Ybbs (در Ybbs an der donau)
  - انز (رود) (در انس (اتریش))
  - تراون (رود) (در لینتس)
  - این (رود) (در پاساو)
    - روت (ابهام‌زدایی) (در شاردینگ)
    - زالتساک (در هایمینگ)
      - Saalach (در فرایلایسنگ)

    - Ziller (در مونستر تیرول)

  - Vils (در فیلزهوفن)
  - ایسار (نزدیک دگندورف)
    - آمپر (نزدیک موسبورگ)
    - Loisach

  - Große Laaber (نزدیک اشتراوبینگ)
  - رگن (رود) (در رگنسبورگ)
  - Naab (نزدیک رگنسبورگ)
    - Vils (در کالمونتس)

  - آلتمول (در کلهایم)
  - آبنس (نزدیک نوی‌اشتات آن در دانوب)
  - Paar (نزدیک فبورگ آن در دانوب)
  - لخ (رود) (نزدیک دوناوورث)
    - Wertach (در آوگسبورگ)

  - Wörnitz (در دوناوورث)
  - برنتس (در لاوینگن)
  - Blau (در اولم)
  - Iller (در اولم)
  - Riß (نزدیک ارباخ)

### دراوکراین

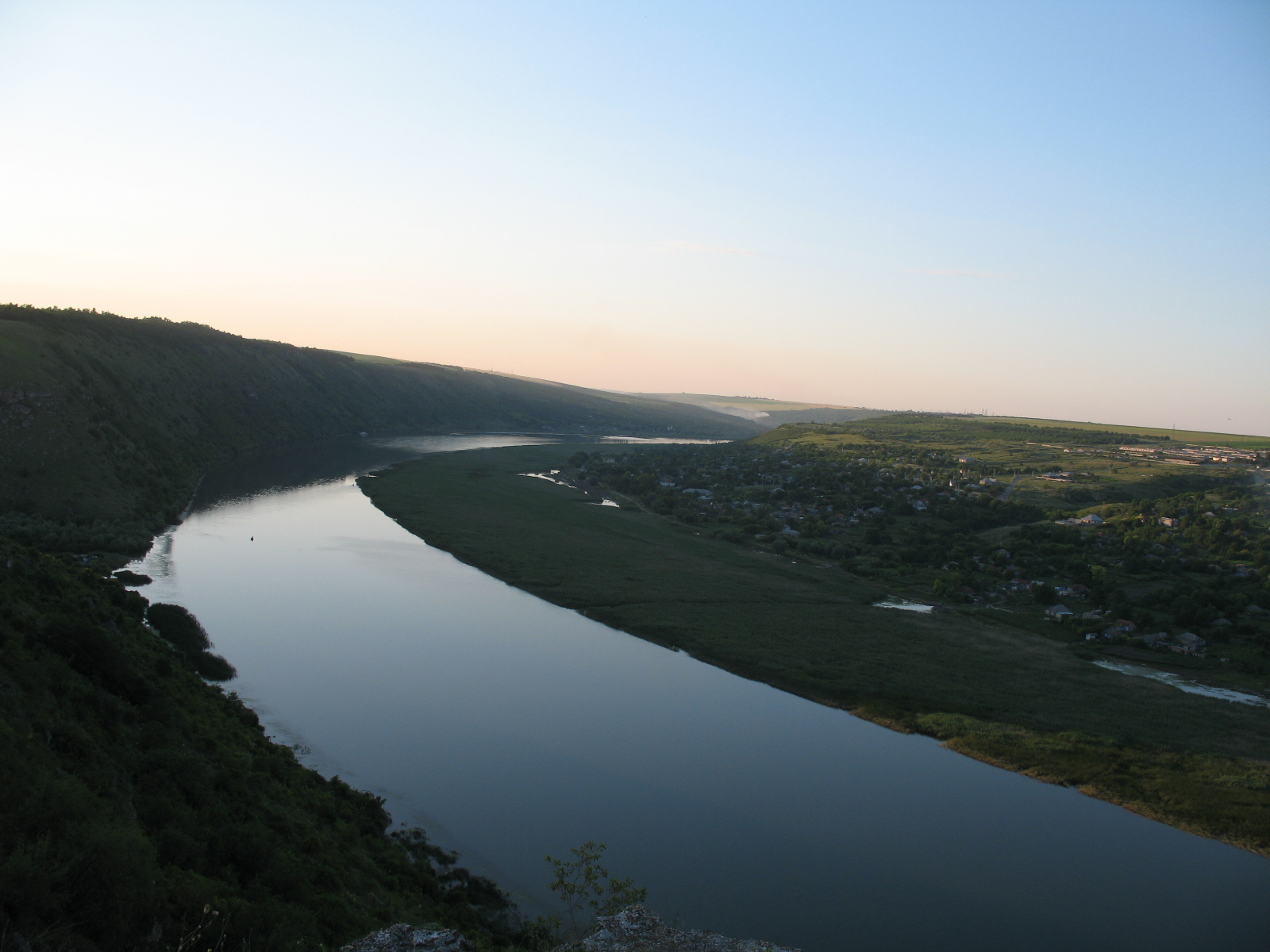
رود دنیستر نزدیک تیپوا در مولداوی

- نیستر (نزدیک بیلهورود-دنیستروفسکیی) - اوکراین، مولداوی، ترانس‌نیستریا
  - Stryi (بین استری، اوکراین و لووف)
  - Zbruch (نزدیک خوتین)
  - Tysmenytsia
  - Seret (نزدیک Zalischyky)
  - رودخانه بیستریتسیا (نزدیک ایوانو-فرانکیفسک)
- بوگ جنوبی (نزدیک میکولائیف)
  - Inhul (در میکولائیف)
- دنیپر (نزدیک خرسون) - روسیه، بلاروس، اوکراین
  - رودخانه اینگولت (نزدیک کروپیونیسکی)
  - Bazavluk (نزدیک اورجونیکیدزه، اوکراین)
  - Bilozerka (نزدیک نیکوپول، اوکراین)
  - Konka (نزدیک زاپروژیا)
  - سامارا (نزدیک دنیپرو)
  - Vorskla (نزدیک ورخنودنیپروفسک)
  - رودخانه پسل (در کرمنچوک)
  - رودخانه سولا (نزدیک کرمنچوک)
  - Supiy (نزدیک چرکاسی)
  - رودخانه تیاسمین (نزدیک چیهیرین)
  - Ros (نزدیک کانیف)
  - Trubizh (در پریاسلاف-خملنیتسکیی)
  - Stuhna (نزدیک کی‌یف)
  - رود دسنا (در کی‌یف)
    - رودخانه اوستر (نزدیک اوستر)
    - رودخانه سییم (در Sosnytsia)
    - رودخانه سودست (شمال نووهورود-سیورسکیی)

  - Irpin (نزدیک کی‌یف)
  - رودخانه تتریف (نزدیک چرنوبیل)
  - رود پریپیات (نزدیک چرنوبیل)
    - رودخانه هورین (اوکراین)
      - رودخانه اسلوچ (نزدیک نوووهراد-وولینسکیی)

  - Sozh (در Loev، بلاروس)
  - برزینا (نزدیک Rechytsa، بلاروس)
    - Śvisłač (نزدیک Asipovichy، بلاروس)

  - رودخانه دروت (در Rahachou/Rogachev، بلاروس)
- رودخانه سالهیر (به دریاچه Syvash، شمال شرقی شبه‌جزیره کریمه)

### در روسیه
- Mius (به دریای آزوف نزدیک تاگانروگ) - روسیه، اوکراین
- دن (به دریای آزوف نزدیک آزوف)
  - Manych (شرق روستوف-نا-دونو)
  - Sal (در سمیکاراکورسک)
  - سیورسکی دونتس (نزدیک سمیکاراکورسک) - روسیه، اوکراین
  - رود ورونژ (نزدیک وورونژ)
- کوبان (به دریای آزوف نزدیک تمریوک)
  - Laba (در اوست-لابینسک)

## دریای خزر

### در روسیه
- سولاک (نزدیک مخاچ‌قلعه)
  - آندی کویسو (نزدیک Gimry)
- رود ترک (نزدیک قزلیار)

- رود ولگا (نزدیک آستراخان)
  - Yeruslan (نزدیک کامیشین)
  - Tereshka (نزدیک ساراتوف)
  - Bolshoy Irgiz (نزدیک وولسک)
  - رود سامارا (در سامارا (روسیه))
  - Sok (نزدیک سامارا)

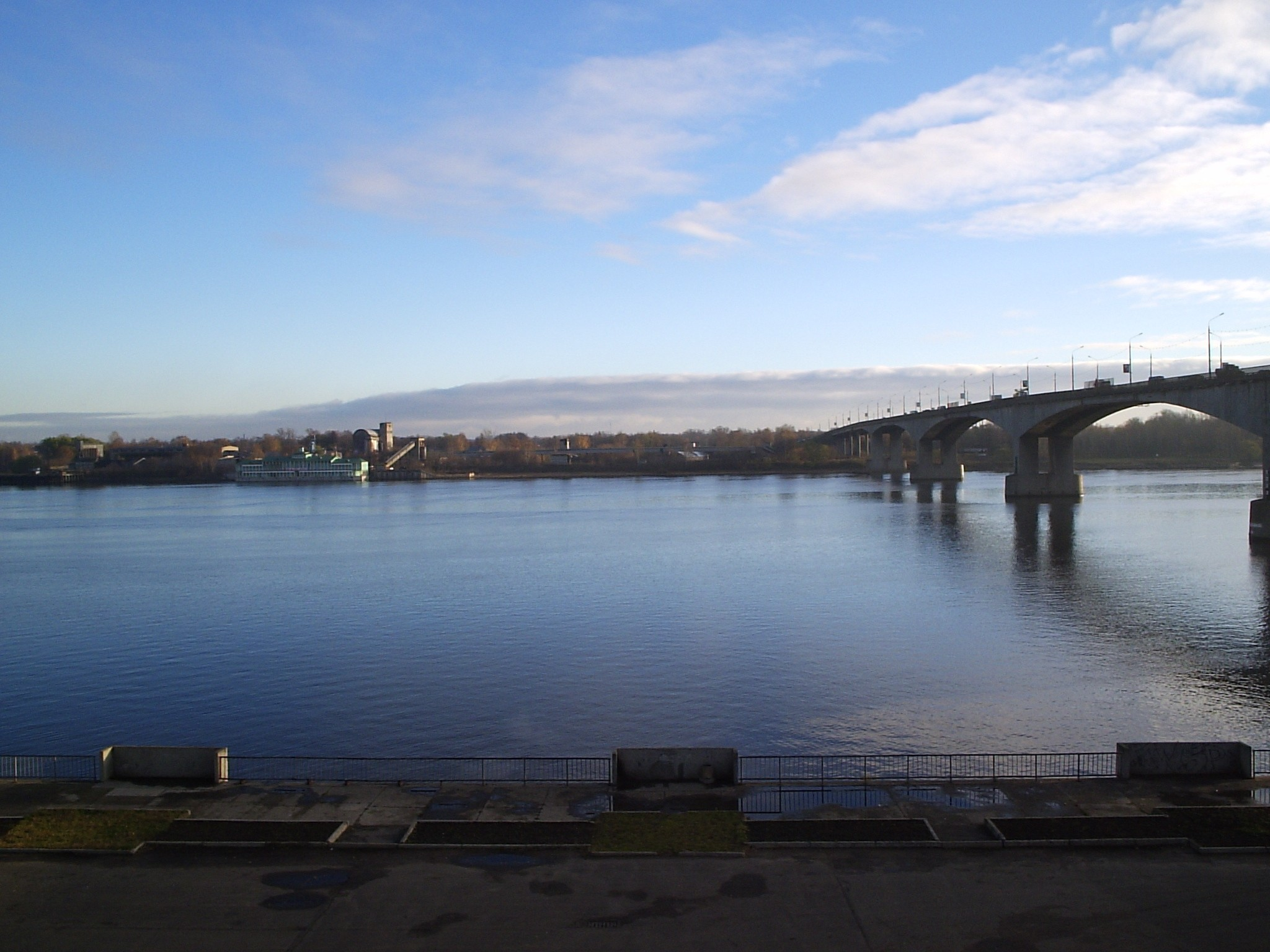
ولگا در یاروسلاول (صبح پاییز)

  - Bolshoy Cheremshan (نزدیک دیمیتروفگراد، روسیه)
  - رود کامه (جنوب قازان)
    - رود ویاتکا (نزدیک نیژنکامسک)
    - رود بلایا (کامه) (نزدیک نفتکامسک)
      - رود اوفا (در اوفا)

    - Chusovaya (نزدیک پرم)
      - رود سیلوا (نزدیک پرم)

    - رودخانه یگوشیخا (در پرم)
    - رودخانه مولیانکا (در پرم)
    - رود ویشرا (نزدیک سولیکامسک)
      - رود گلوا (نزدیک Cherdyn)

  - رودخانه قازانکا (در قازان)
  - رود سویگا (غرب قازان)
  - Bolshaya Kokshaga (نزدیک Kokshaisk)
  - رود وتلوگا (نزدیک Kozmodemyansk)
  - رود سوره (در واسیلسورسک)
    - Penza (در پنزا)
      - Penzyatka (نزدیک Zagoskino)

  - Kerzhenets (نزدیک Lyskovo)
  - رود اوکا (در نیژنی نووگورود)
    - رود کلیازما (در گورباتوف)
    - رود موکشا (نزدیک Yelatma)
      - Tsna (نزدیک Sasovo)

    - Pra (نزدیک کاسیموف)
    - رود موسکوا (در کولومنا)
      - Pakhra (نزدیک مسکو)
      - Istra (نزدیک مسکو)

    - Upa (نزدیک Suvorov)

  - Unzha (نزدیک یوریوتس، اوبلاست ایوانوف)
  - رود کوستروما (در کوستروما)
  - Kotorosl (در یاروسلاول)
  - Sheksna (نزدیک ریبینسک)
  - Mologa (نزدیک ریبینسک)
  - رودخانه مدودیتسا (حوضه ولگا) (نزدیک Sknyatino)
  - Dubna (در دوبنا)
  - Tvertsa (نزدیک تور (روسیه))
  - Vazuza (در زوبتسوف)

### درقزاقستان
- رود اورال (در آتیراو)

## کانال مانش

### ساحل شمالی
در بریتانیا:
- رود فال (در فالموث، کورنوال)
- Fowey (در فوی، کورنوال)
- رود تیمار (نزدیک پلیموث)
  - Tavy (نزدیک پلیموث)
- Dart (در دارتموث، دوون)
- Exe (در اکسموث)

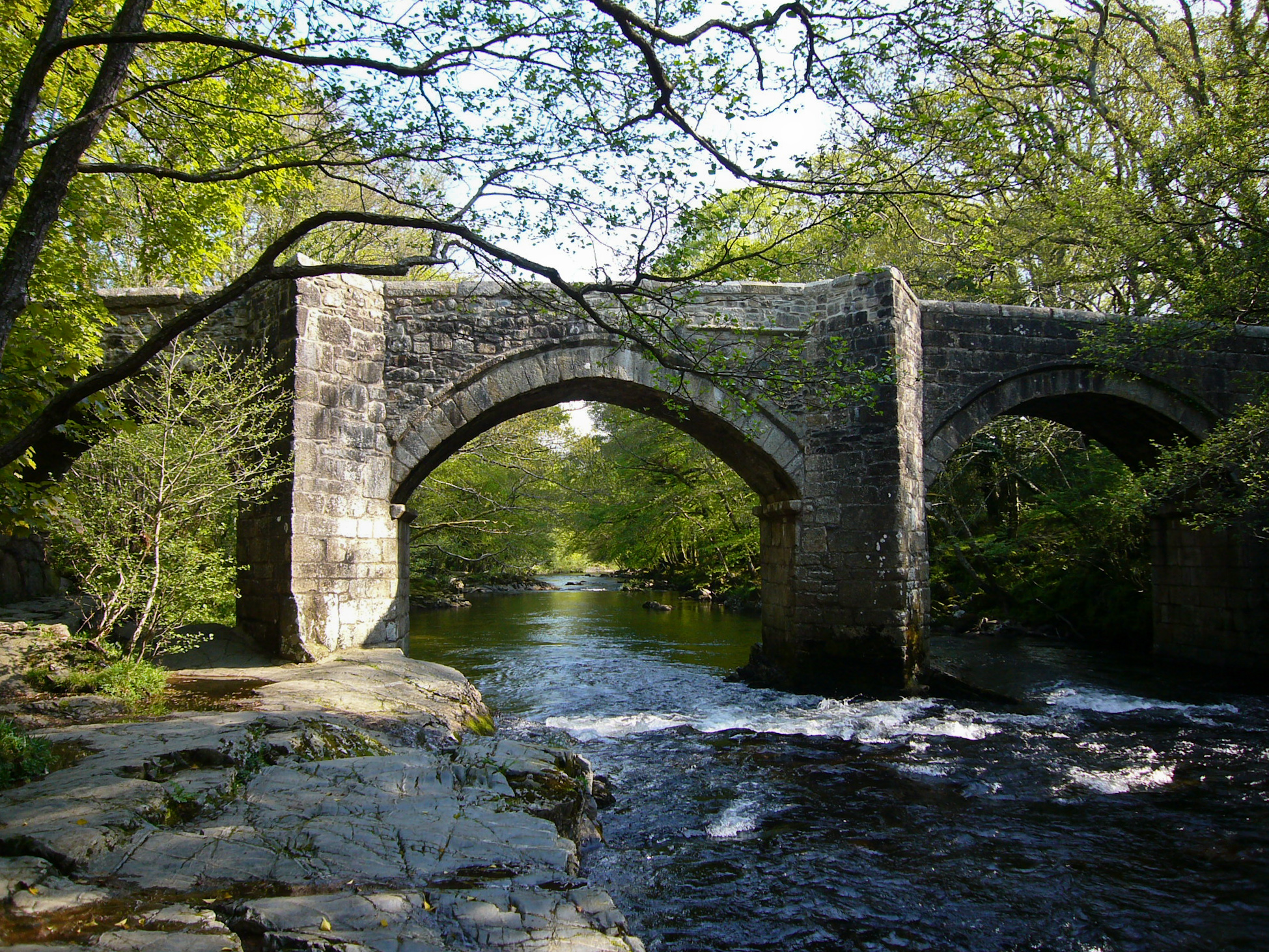
River Dart

- Stour (Dorset) (در کرایست‌چرچ، دورست)
- رود ایوون (در کرایست‌چرچ، دورست)
  - Bourne (در سالزبری)
- Arun (در لیتل‌هامپتون)
- Adur (در شورهام-بای-سی)
- رود اوز، ساسکس (در نیوهاون، اسکس شرقی)
- Cuckmere
- Rother (در ری، ساسکس شرقی)
- رودخانه استوور، کنت (نزدیک رامس‌گیت)

### ساحل جنوبی
در فرانسه:
- کانش (نزدیک لو توکه)
- Authie (نزدیک Berck)
- رودخانه سم (نزدیک ابویل)
- سن (در لو آور) سن در پاریس
  - Risle (در Berville-sur-Mer)
  - رود اور (در Pont-de-l'Arche)
    - Iton (نزدیک Louviers)

  - Epte (نزدیک ورنو، اور)

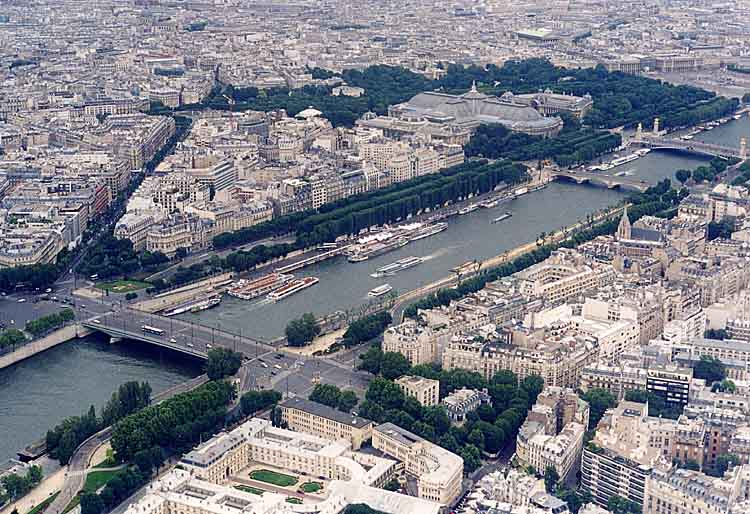
سن در پاریس

  - رود اوآز (در کنفلان-سنت-اونورین، غرب پاریس)
    - رودان (در کومپین)
      - Vesle (در Condé-sur-Aisne)
      - Aire (نزدیک Grandpré)

  - مرن (رود) (در ایوری-سور-سن، جنوب شرقی پاریس)
    - Grand Morin (نزدیک مو، فرانسه)
    - Saulx (در Vitry-le-François)
      - Ornain (در Pargny-sur-Saulx)

  - Loing (نزدیک موره-سور-لوان)
  - یون (رود) (در Montereau-Fault-Yonne)
    - Armançon (در Migennes)
    - Cure (نزدیک ورمنتن)
    - Serein (در Bassou)

  - رود اوب (نزدیک Romilly-sur-Seine)
- Touques (river) (در دوویل)
- Dives (river) (در کابورگ)
- رود اورن (در Ouistreham)
  - رودخانه اودون (در کان)
- Vire (در Isigny-sur-Mer)
- Rance (در سن-ملو)

## دریای ایرلند
در بریتانیا:
- رود کلاید (نزدیک گلاسگو) رود کلاید در گلاسگو
- Dee (Galloway) (در Kirkcudbright)
- رود ادن (نزدیک کارلایل، کامبریا)
- River Ribble (در لیتهام سنت آنس)

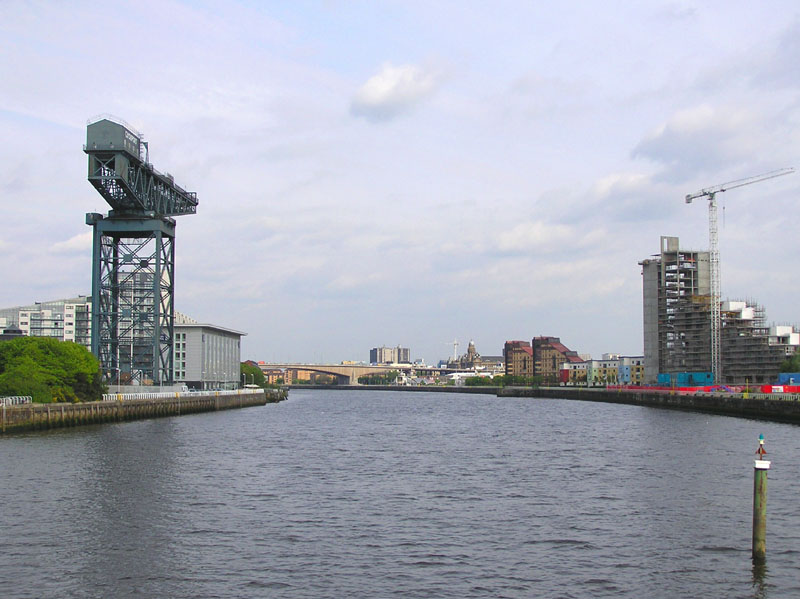
رود کلاید در گلاسگو

- رود مرزی (انگلستان) (نزدیک لیورپول)

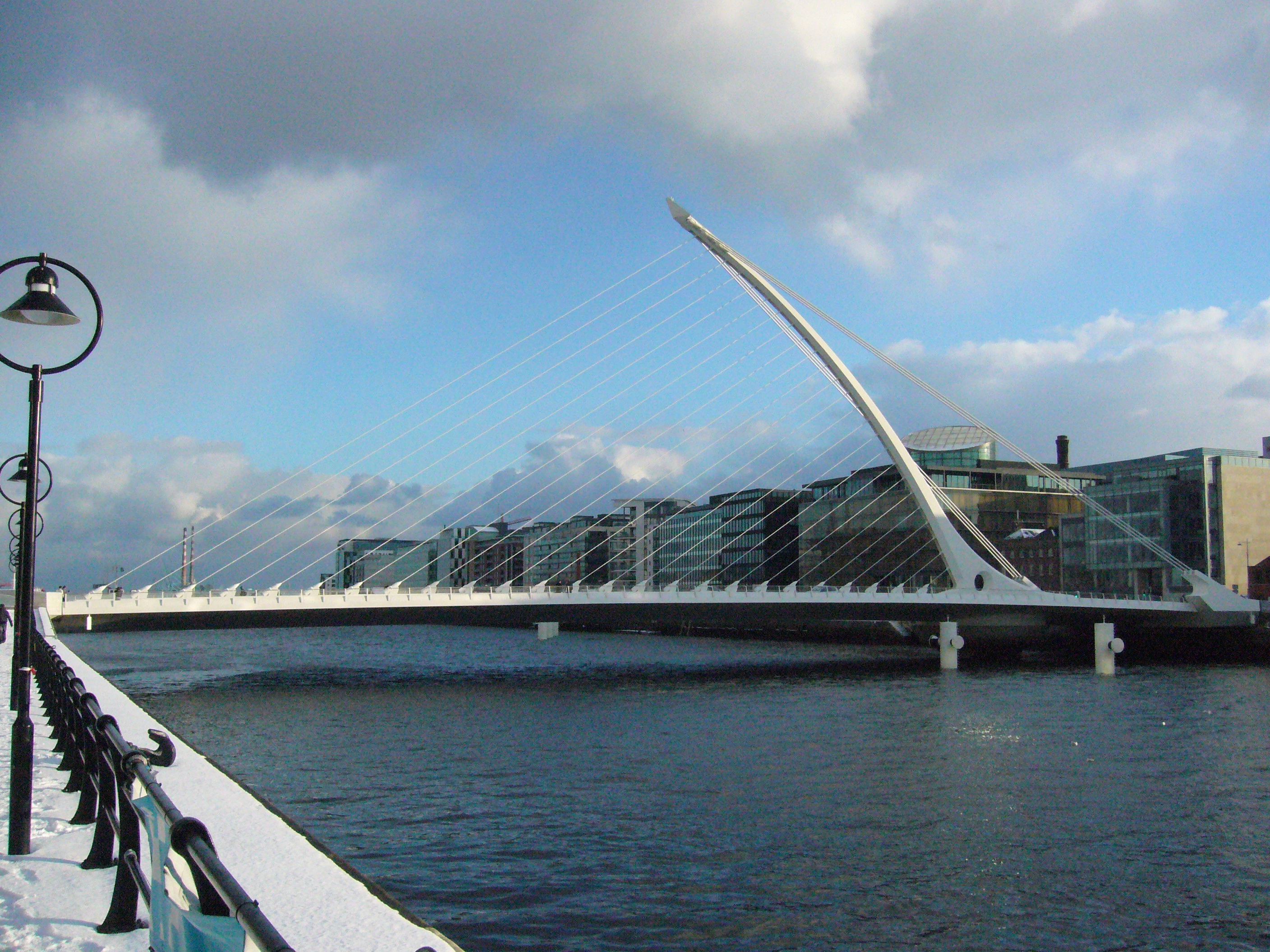
Samuel Beckett Bridge روی رود لیفی در دوبلین

- رود ایرول (نزدیک Irlam)
- رود دی (در فلینت، فلینتشر)

در ایرلند:
- Slaney (در وکس فورد)
- Avoca (در آرکلو)
- رود لیفی (در دوبلین)
- رود بوین (در دراهیدا)
- Castletown (در دانداک)

## مدیترانه

### مدیترانه غربی
در اسپانیا:
- Guadalhorce (در مالاگا)
- Segura (در گواردامار دل سگورا)
  - Guadalentin (نزدیک مورسیا)
  - Mundo (نزدیک هیین)
- Júcar (در Cullera)
  - Magre (در آلخمسی)
  - Cabriol (در Cofrentes)
- رود توریا (در والنسیا)
- ایبرو (نزدیک ترتسا)
  - Segre (در مکیننسا)
    - Cinca (نزدیک مکیننسا)

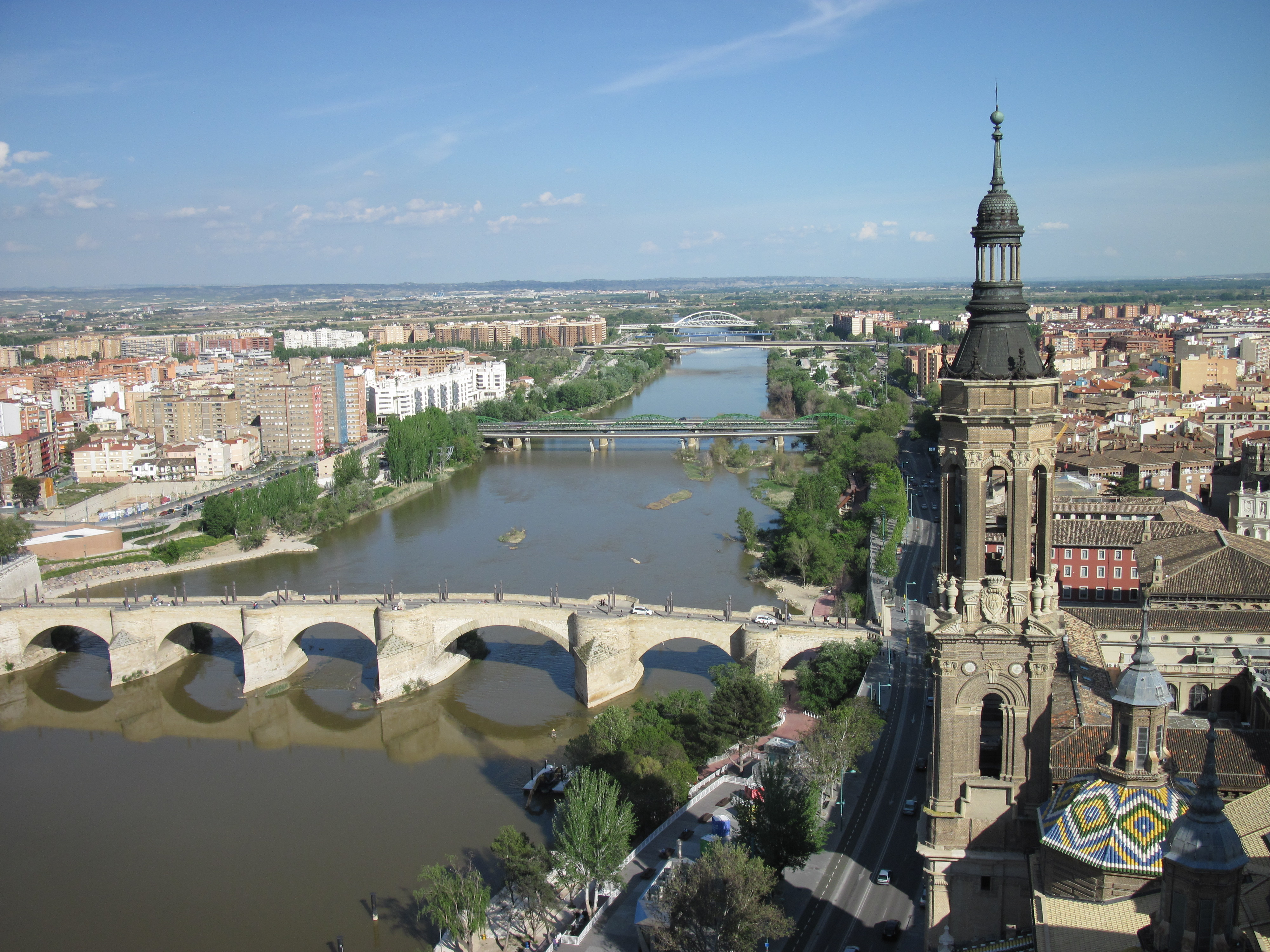
ایبرو در ساراگوسا

    - Noguera Ribagorzana (نزدیک لریدا)
    - Noguera Pallaresa (نزدیک بالاگوئر)
    - Valira (در لا سو دورجل)

  - Gállego (در ساراگوسا)
  - آراگون (رود) (نزدیک تطیله)
- Francolí (نزدیک تاراگونا)
- Gaià (نزدیک تاراگونا)
- Foix (نزدیک بیلانبا ای لا خلترو)
- یوبرگات (بین بارسلون و ال پرات د یبرگات)
- Besòs (در سانت آدریا د بسس)
- رود تر (در l'Estartit)
- Fluvià (نزدیک Sant Pere Pescador)

در فرانسه:
- Têt (نزدیک پرپینیان)
- اد (رود) (نزدیک ناربون)
- اورب (رود) (در Valras-Plage)
- Hérault (نزدیک اگد)
- رون (در Port-Saint-Louis-du-Rhône) - سوئیس، فرانسه رون در بوکر، گار
  - گاردون (رود) (در بوکر، گار)
  - دورانس (در اوینیون)

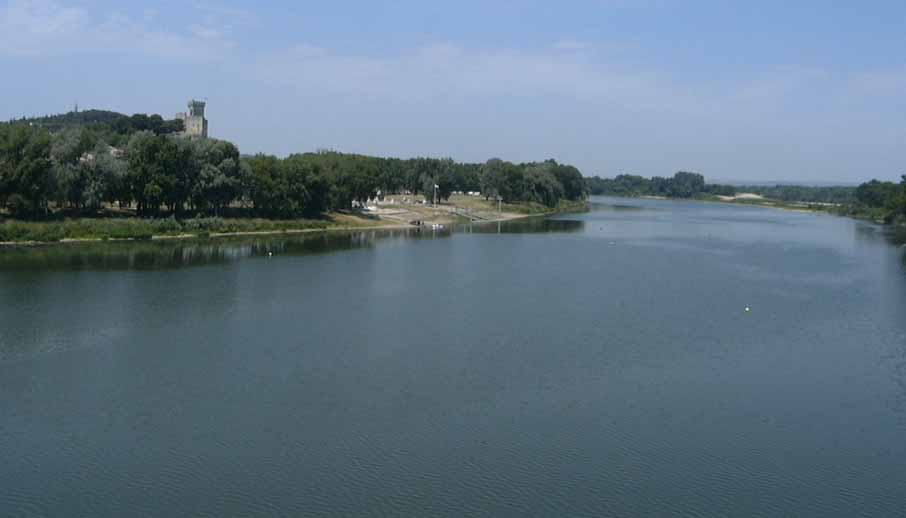
رون در بوکر، گار

    - Verدن (در Saint-Paul-lès-Durance)

  - Ardèche (در Pont-Saint-Esprit)
  - Drôme (در Loriol-sur-Drôme)
  - ایزر (رود) (نزدیک ولانس، دروم)
    - Drac (در گرونوبل)
    - Arc (نزدیک آلبرت‌ویل)

  - سون (رود) (در لیون)
    - دو (رود) (در وردن سور له دوبس)
      - رودخانه لو (نزدیک دول، ژورا)

    - اونیون (فرانش-کومته) (در Pontailler-sur-سون)

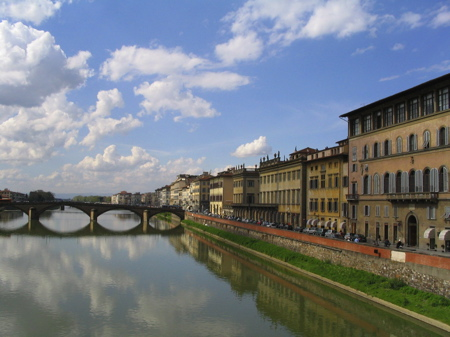
رود آرنو در فلورانس

  - Ain (نزدیک پوندوشروی)
  - Arve (در ژنو)
- رودخانه ارژانس (در فرژو)
- ور (رود) (نزدیک نیس)

در ایتالیا:
- رود آرنو (نزدیک پیزا) رود آرنو در فلورانس
- Ombrone (نزدیک گروستو)
- تیبر (در Ostia)
  - آنینه (در رم)
  - نرا (ایتالیا) (نزدیک اورته)
- والتورنو (در کاستل ولتورنو)

### دریای آدریاتیک
در ایتالیا:
- Ofanto (نزدیک بارلتا)
- Trigno (نزدیک وستو)
- Sangro (نزدیک اورتونا)
- Aterno-Pescara (در پسکارا)
- Tronto (نزدیک سان بندتو دل ترونتو)
- Metauro (در فانو (ایتالیا))
- مارکیا (نزدیک ریمینی)
- روبیکن (نزدیک چزناتیکو)
- Savio (نزدیک چزنا)
- Montone (نزدیک فورلی)
- Reno (نزدیک کوماچیو)
  - Senio (نزدیک فائنتسا)
- پو (رودخانه) (چندین انشعاب نزدیک پورتو توله)
  - Panaro (نزدیک فرارا)
  - Secchia (نزدیک منتووا)
  - Mincio (نزدیک منتووا)
  - اوییو (نزدیک منتووا)
    - Chiese (نزدیک آسولا، لمباردی)

  - Taro (شمال پارما)
  - آدا (رودخانه) (در کرمونا)
  - Trebbia (در پیاچنزا)
  - تیچینو (رود) (در پاویا)
  - Tanaro (نزدیک آلساندریا)
    - Stura di Demonte (نزدیک برا (پیدمونت))

  - Sesia (نزدیک کازاله مونفراتو)
  - Dora Baltea (در کرسچنتینو)
  - Orco (در کیواسو)
  - Dora Riparia (در تورین)

- آدیجه (جنوب کیوجا)
  - Eisack (نزدیک بولتسانو)
- Bacchiglione (نزدیک کیوجا)
- Brenta (نزدیک کیوجا)
- پیاوه (شمال شرقی ونیز)

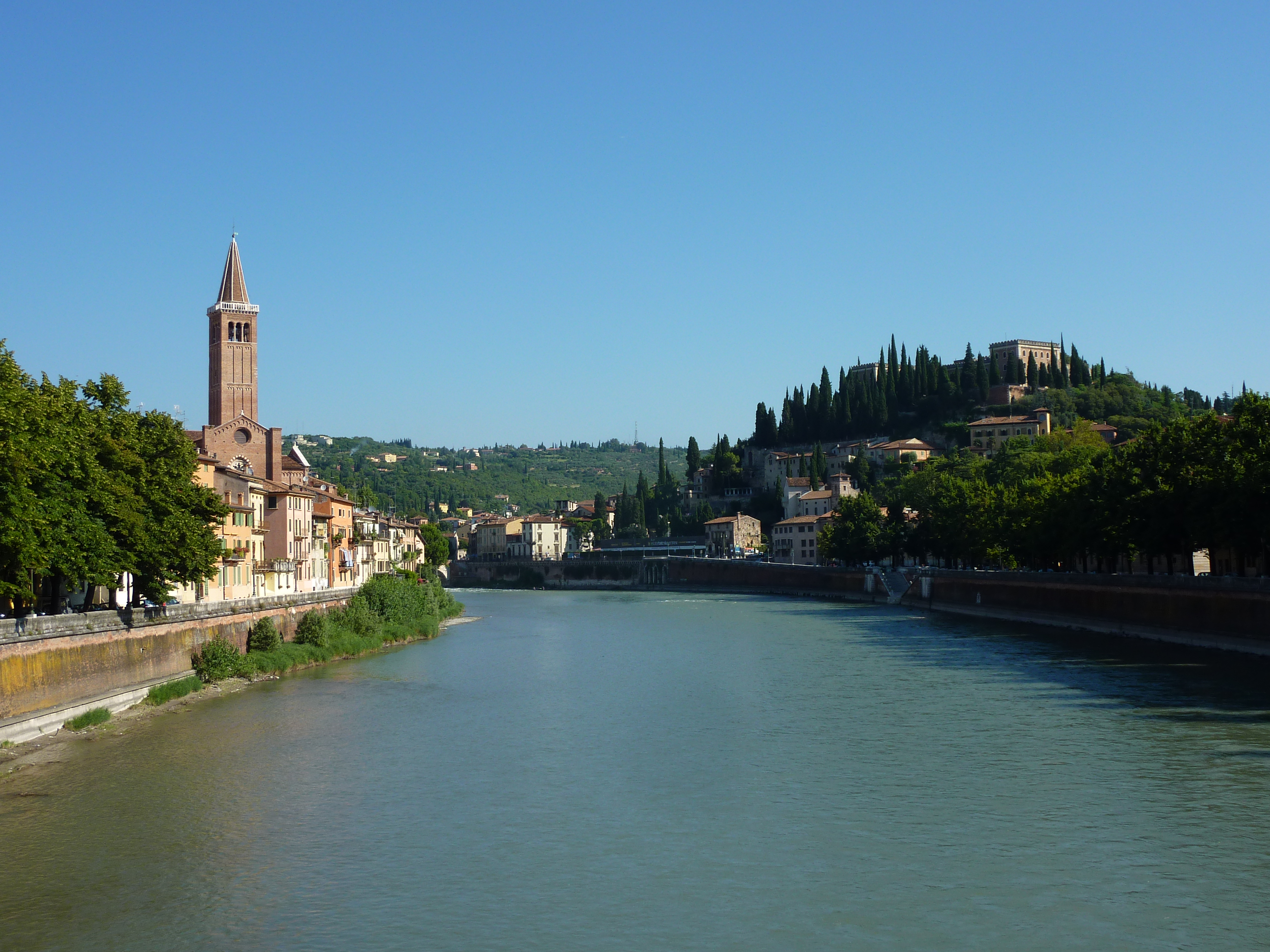
آدیجه در ورونا

- سوچا (رود) (نزدیک مونفالکونه) - اسلوونی، ایتالیا

در کرواسی:
- Rječina (در رییکا)
- Krka (نزدیک سیبنیک)
- ستینا (در امیش، کرواسی)
- نرتوا (نزدیک پلچه) - بوسنی و هرزگوین، کرواسی
- Ombla/Rijeka Dubrovačka (نزدیک دوبروونیک، کرواسی)

در بوسنی و هرزگوین:
- نرتوا (در دلتا نزدیک پلچه، کرواسی) - بوسنی و هرزگوین، کرواسی
- تربیشنیتسا (در Neum، بوسنی و هرزگوین)

در مونته‌نگرو:
- بویانا (رود) (نزدیک اولتسینی) - آلبانی، مونته‌نگرو
  - Morača (به دریاچه اشکودرا نزدیک Žabljak Crnojevića)

در آلبانی:
- درین (رود) (نزدیک لژه)
  - وایت درین (در کوکس)
  - بلک درین (در کوکس)
- Mat (نزدیک Laç)
- Erzen (نزدیک Shijak)
- اشکومبین (نزدیک لوشنجه)
- Seman (نزدیک فیر (آلبانی))
  - Devoll (نزدیک کوچووه)
  - Osum (نزدیک کوچووه)
- Vjosë (نزدیک ولوره (آلبانی)) - یونان، آلبانی

### دریای یونان
ساحل غربی
در ایتالیا:
- Sinni (نزدیک پولیکورو)
- Agri (در پولیکورو)
- Basento (در Metaponto)

## ساحل شرقی
در یونان
- Thyamis (نزدیک Igoumenitsa)
- رودخانه آراخوس (در Kommeno)
- رود ایچلس (نزدیک Astakos)
- اوینوس (نزدیک Missolonghi)
- Pineios (نزدیک Gastouni)
- Alfeios (نزدیک پیرگوس)
- Neda (نزدیک Kyparissia)

### دریای اژه
در یونان:
- Spercheios (نزدیک لامیا)
- Pineios (نزدیک لاریسا)
  - Titaresios (نزدیک لاریسا)
- Aliakmon (نزدیک سالونیک)
- واردار (نزدیک سالونیک) - جمهوری مقدونیه، یونان
  - رودخانه چرنا (نزدیک Gradsko)
  - Bregalnica (نزدیک Gradsko)
    - Lakavica (نزدیک اشتیپ)

  - Pčinja (نزدیک Katlanovo)
    - Kriva Reka (نزدیک کومانوفو)

  - Treska (نزدیک اسکوپیه)
- رود استروما (در آمفیپولیس، نزدیک سرس (یونان)) - بلغارستان، یونان
  - Strumica (نزدیک Rupite)
- Mesta River (نزدیک تاسوس) - بلغارستان، یونان
  - رودخانه دوسپات (نزدیک Potamoi)

در ترکیه:
- ماریتسا (نزدیک الکساندروپولیس) - بلغارستان، ترکیه، یونان
  - Ergene (نزدیک ایپسالا)
  - Tundzha (در ادرنه)
  - Arda (نزدیک ادرنه)
  - Sazliyka (نزدیک سیمئونوفگراد)
  - Stryama (نزدیک سادوفو)
  - Vacha (نزدیک پلوودیو)
  - Topolnitsa (نزدیک پازارجیک، بلغارستان)

## دریای شمال

### در نروژ
- Glomma (به آب‌دره اسلو در فردریکستاد)
  - Vorma (خروج از Lake Mjøsa به Glomma در Årnes)
    - Gudbrandsdalslågen (به Lake Mjøsa در اوپلاند)
      - Otta (در اوپلاند به Gudbrandsdalslågen در اوتا، نروژ)

  - Renaelva (در هدمارک به Glomma در Åmot)
- Numedalslågen (در لارویک، وستفولد)
- Hallingdalselva (بین Hallingdal به Lake Krøderen، بوسکرود)
- Begna (در بوسکرود)
- Dramselva (به آب‌دره اسلو در درامن، بوسکرود)
- Skien (به Møsvatn، تلمارک)
- Tinn (به Møsvatn، تلمارک)
- Nidelva (در آرندال، اوست اگدر)
- Otra (در کریستیان‌ساند، وست اگدر)

### در سوئد
- یوتا (رود) (به کاتگات در یوتبری)
  - دریاچه ونرن
    - Klarälven/Trysilelva (نزدیک (کارلشته))
- Viskan (به کاتگات نزدیک واربره)
- Ätran (به کاتگات در فلکنبی)
- Nissan (به کاتگات در هالمستاد)
- Lagan (به کاتگات نزدیک لاهولم)

### در دانمارک
- Gudenå (به کاتگات نزدیک راندرس)
- Skjern Å (نزدیک Skjern)

### در آلمان
- آیدر (در تونینگ)
- رود البه (نزدیک کوکسهاون) - جمهوری چک، آلمان رود البه در درسدن
  - Oste (نزدیک اترندورف)
  - رود البه (نزدیک گلوک‌اشتات)
  - Ilmenau (نزدیک وینزن (لوهه))
  - Löcknitz (نزدیک دومسیتز)
    - Elde (نزدیک لنتسن (الب))

  - رودخانه آلاند (در اشناکنبرگ)

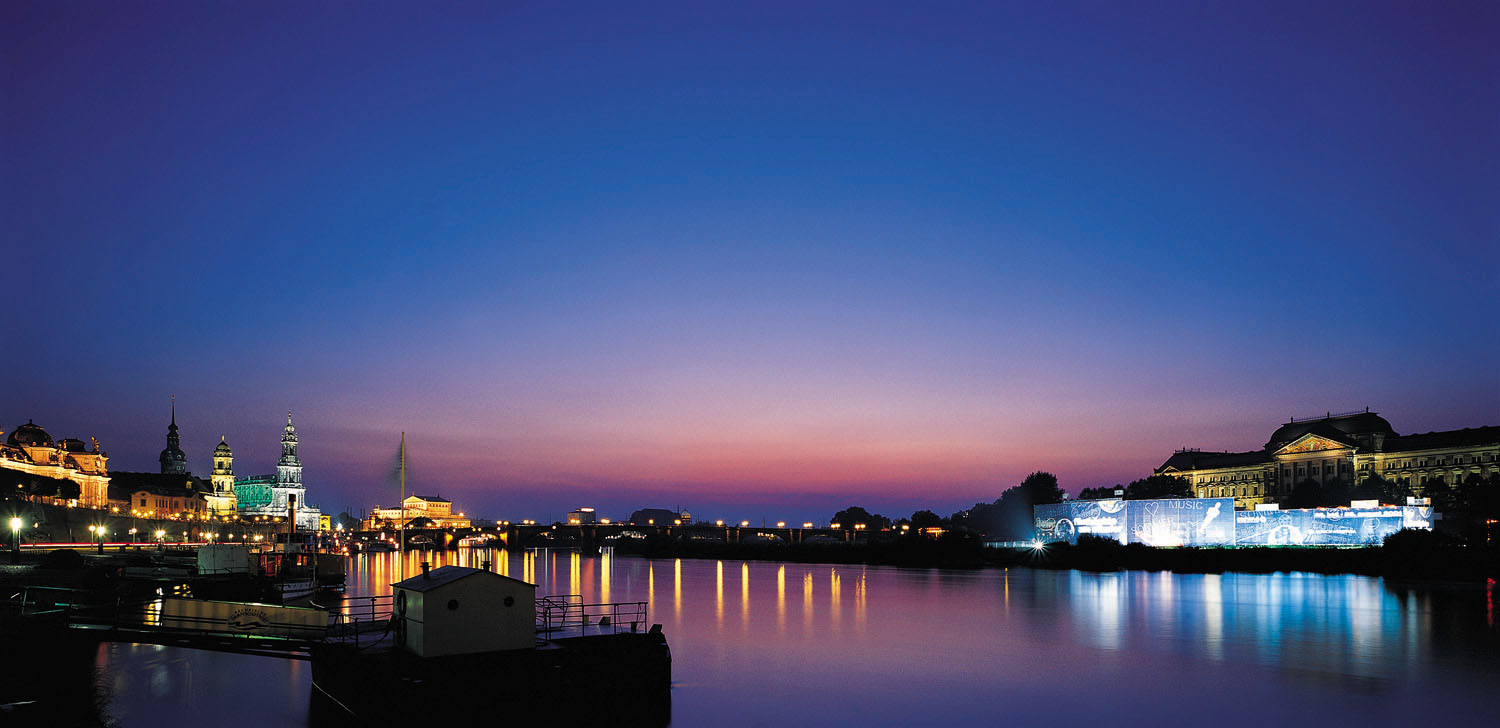
رود البه در درسدن

  - Stepenitz (در ویتنبرگ (براندنبورگ))
  - هاول (نزدیک هاولبرگ)
    - Dosse (نزدیک Kuhlhausen)
    - Rhin (نزدیک وارناو)
    - شپری (در برلین-شپانداو)
      - رودخانه دامه (در برلین-کوپنیک)

  - Ohre (نزدیک بورگ)
  - زاله (رود) (در باربی (الب))
    - Bode (در نینبورگ (زاله))
    - وایسه الستر (نزدیک هاله)
      - پلایسه (در لایپزیگ)

    - اونشتروت (نزدیک ناومبورگ)
    - Ilm (در گروسهرینگن)

  - مولده (در دسائو)
    - Zwickauer Mulde (نزدیک کلدیتز)
      - Chemnitz (نزدیک واشزلبورگ)

    - Freiberger Mulde (نزدیک کلدیتز)
      - Zschopau (نزدیک دوبلن)

  - بلک الستر (نزدیک ویتنبرگ)
  - Ploučnice (در دییچین)
  - Bílina (در اوستی ناد لابم)
  - رود اگر (در لیتمیه‌رژیتسه)
  - ولتاوا (در ملنیک (جمهوری چک))
    - Berounka (نزدیک پراگ)
    - Lužnice (در تین ناد ولتاوو)

  - Jizera (نزدیک تشلاکوویتسه)
  - Cidlina (نزدیک پودیبرادی)
  - Orlice (در هرادتس کرالووه)

- وزر (نزدیک برمرهافن)
  - Hunte (در الزفلس)
  - Lesum (در برمن-برمن-فگزاک)
    - Hamme (در ریترهوده)
    - Wümme (در ریترهوده)

  - آلر (نزدیک فردن، نیدرزاکسن)
    - لاینه (نزدیک شوارمشتدت)
      - اینرسته (نزدیک زاراشتت)

    - Fuhse (در تسله)
    - Oker در مودن (آلر)
      - Schunter (نزدیک براونشوایگ)

  - رودخانه وره (در باد اوین‌هاوزن)
  - دیمل (در باد کارلزهافن)
  - فولدا (رود) (در هان. موندن)
    - Eder (در ادرمونده)
      - Schwalm (نزدیک ادرمونده)

  - رود ورا (در هان. موندن)

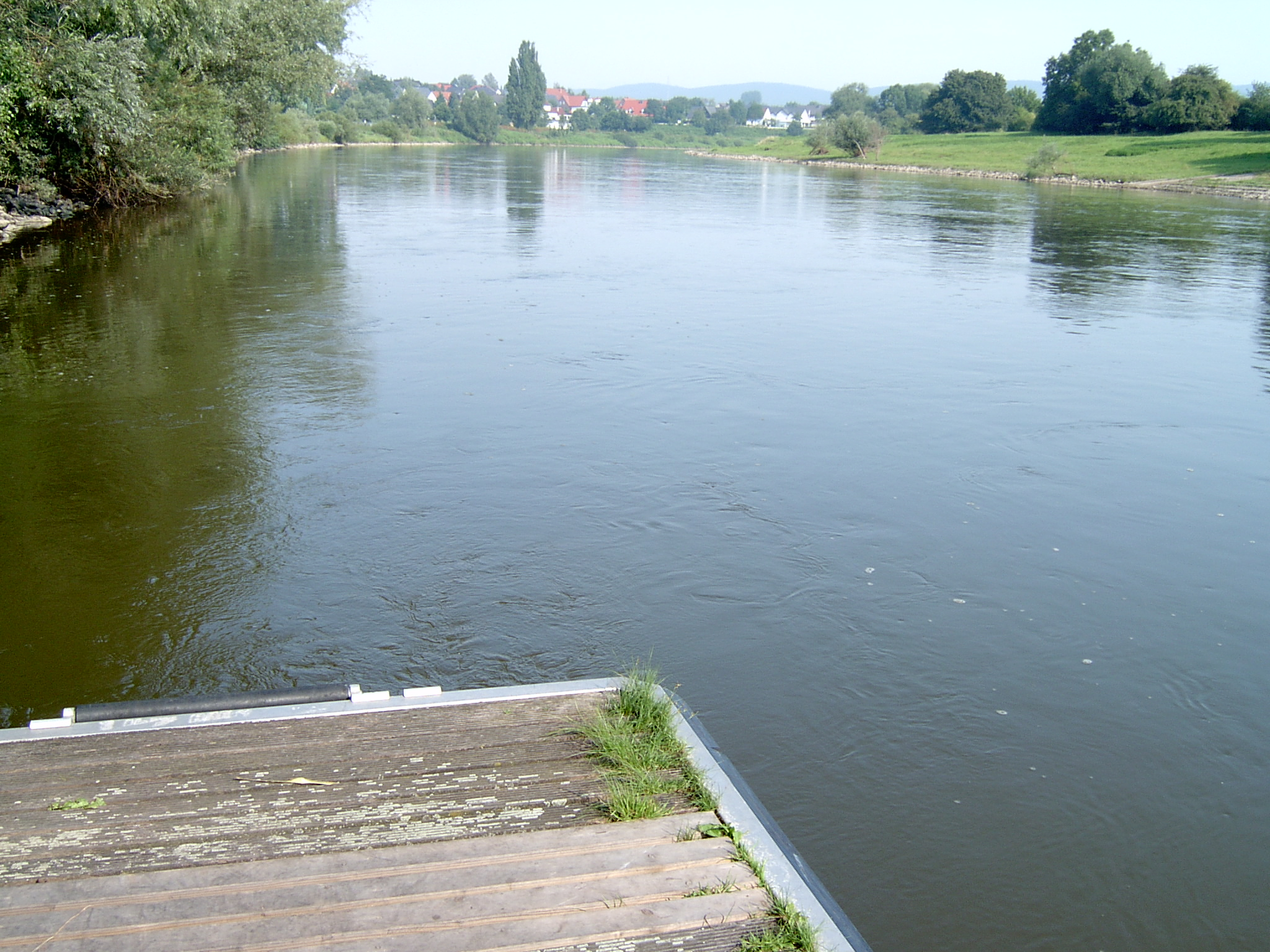
وزر نزدیک باد اوین‌هاوزن.

- امس (رود) (نزدیک دلف‌زیل) - آلمان، هلند
  - هازه (در مپن)

### در هلند
- Zwarte Water (به دریاچه آیسل نزدیک خینه‌مایدن) - هلند
  - Vecht (Overijssel) (نزدیک زووله)
    - Regge (نزدیک اومن)
    - دینکل (در نوین‌هاوس)
- IJssel (به دریاچه آیسل نزدیک کامپن، افریسل) - هلند
  - رود برکل (در زوتفن)
  - Oude IJssel (در دوس‌بورخ)
  - انشعاب رود راین (نزدیک Pannerden)

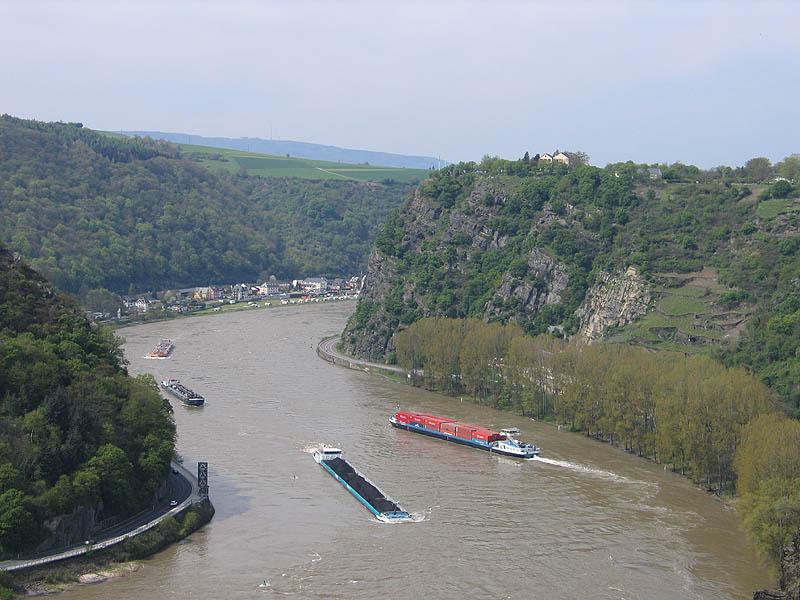
راین در Loreley

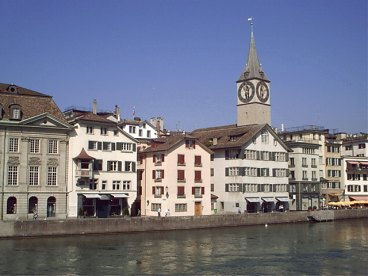
Limmat در زوریخ

- راین (انشعاب اصلی در Hoek van Holland) - سوئیس، لیختن‌اشتاین، اتریش، آلمان، فرانسه، بلژیک، هلند
  - Linge (در خورینخم)
  - رودخانه لیپه (در وزل)
  - امشر (نزدیک دینزلاکن)
  - رور (رود) (در دویسبورگ)
    - Lenne (نزدیک هاگن)

  - دوسل (در دوسلدورف)
  - ارفت (در نویس)
  - ووپر (در لورکوزن)
  - رود سیگ (در بن)
  - Ahr (نزدیک زینتسیگ)
  - Wied (در نوی‌وید)
  - موزل (در کوبلنتس)
    - Kyll (نزدیک تری‌یر)
    - Ruwer (نزدیک تری‌یر)
    - زار (رود) (نزدیک کتز)
      - نید (نزدیک رهلینگن-سیرسبورگ)

    - Sauer (در Wasserbillig)
      - پروم (نزدیک اشترناخ)
      - Our (در والندورف (ایفل))
      - Alzette (در اتلبروک)

    - سی (در متز)
    - Meurthe (در Frouard)
    - Maدن (در Neuves-Maisons)
    - Vologne (نزدیک Éloyes)
    - Moselotte (در Remiremont)

  - لان (در لان‌اشتاین)
    - رودخانه اهم (در کولبه)

  - رود ناهه (در بینگن آن در راین)
  - رود ماین (در ماینتس)
    - Nidda (در هوخست (فرانکفورت))
    - Kinzig (در هاناو)
    - Tauber (در ورتهایم آم ماین)
    - Franconian زاله (در گموندن آم ماین)
    - رگنیتس (در بامبرگ)
      - پگنیتس (در فورت)
      - ردنیتس (در فورت)

  - نکار (در مانهایم)
    - Jagst (نزدیک باد فردیریش‌شال)
    - Kocher (در باد فردیریش‌شال)
    - انتس (در بسیگهایم)
    - رود فلس (در پلوشینگن)

  - رود لاوتر (در Lauterbourg)
  - Murg (نزدیک راشتات)
  - ایل (نزدیک استراسبورگ)
  - Kinzig (نزدیک کل، بادن-وورتمیرگ)
  - Elz (نزدیک لار، بادن-وورتمبرگ)
  - ویزه (رودخانه) (در بازل)
  - آر (رود) (در Koblenz)
    - Limmat (در بروگ)
    - Reuss (در بروگ)
    - Emme (نزدیک سولوتورن)
    - بخش سرین، سان (نزدیک برن)

  - ثور (نزدیک شفوزان)
  - Ill (نزدیک فلدکیرش)
  - Vorderrhein (نزدیک شور، سوئیس)
  - هینترراین (نزدیک شور، سوئیس)

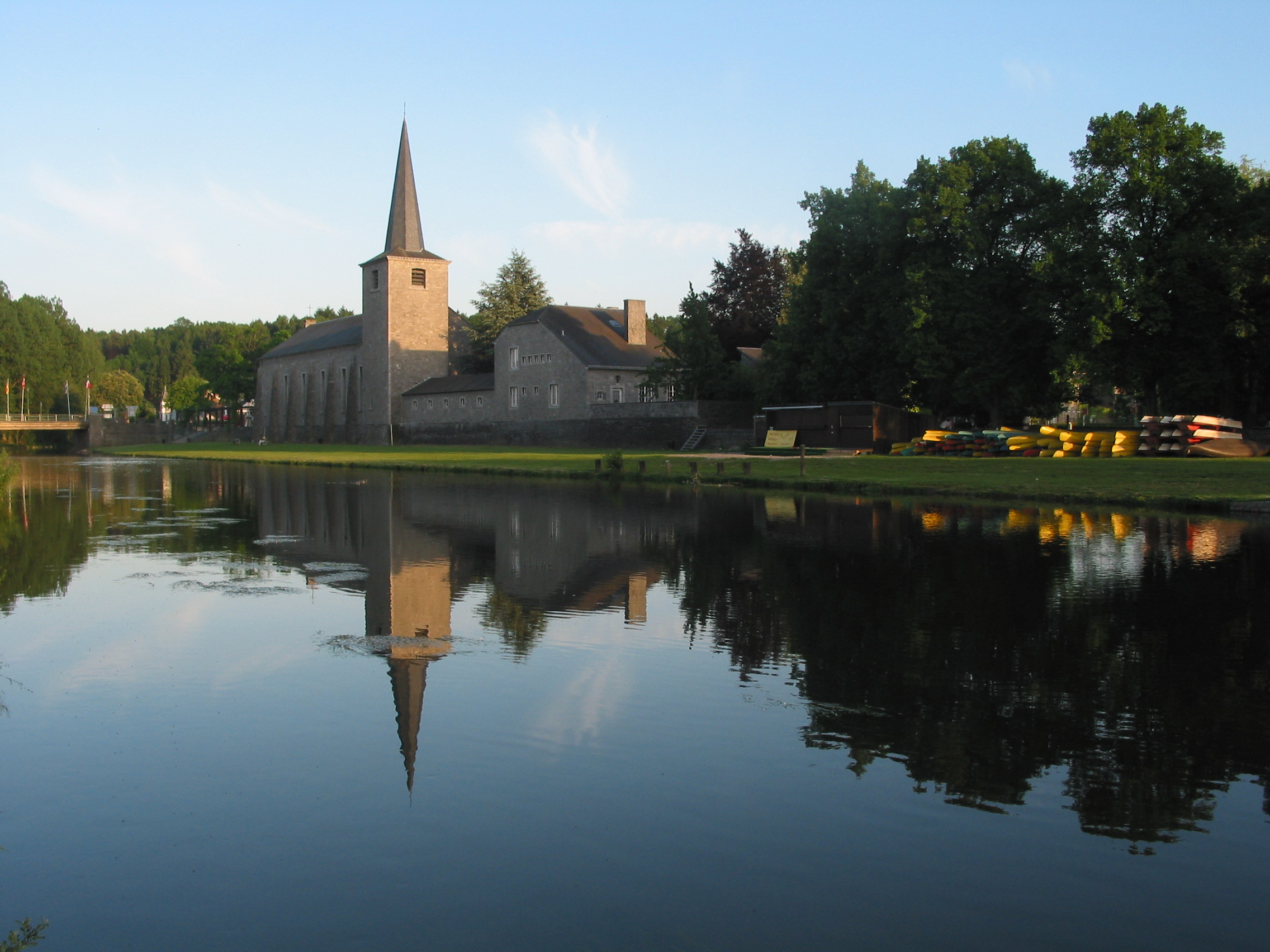
اوتون، منظره Ourthe river و کلیسای شهر.

- موز (رود) (انشعاب اصلی نزدیک هله‌فوت‌اسلایس) - فرانسه، بلژیک، هلند
  - Dieze (نزدیک سرتوخن‌بوس)
    - Aa (در سرتوخن‌بوس)
    - Dommel (در سرتوخن‌بوس)

  - Niers (در خنپ)
  - Swalm (در Swalmen)
  - Rur (در رورموند)
    - Wurm (نزدیک هاینسبرگ)
    - Inde (در یولیش)

  - Geul (نزدیک میرسن)
  - Jeker (در ماستریخت)
  - Ourthe (در لیژ)
    - Vesdre (نزدیک لیژ)
    - Amblève (در کومبلن-او-پون)
      - Salm (در تروآ-پون)

  - Sambre (در نمور، بلژیک)
  - Lesse (در دینان-Anseremme)
  - Viroin (در Vireux-Molhain)
  - Semois (در Monthermé)
  - Bar (نزدیک Dom-le-Mesnil)
  - Chiers (در Bazeilles)

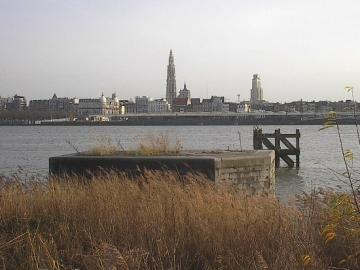
شلده در آنتورپ

- رود شلده (نزدیک فلیسینگن) - فرانسه، بلژیک، هلند
  - Rupel (در Rupelmonde)
    - Nete (در رمست)
    - Dijle (در رمست)
      - Zenne (در مشلان)
      - Demer (در روتسولر)

  - Durme (در تامس)
  - Dender (در داندرموند)ذع
    - Mark (نزدیک لسین)

  - لایه (ریزآبه) (در خنت)
    - Deûle (در Deûlémont)

  - Scarpe (Mortagne-du-Nord)
  - رودخانه هنه (در Condé-sur-l'Escaut)

### در بلژیک
- Yser (در نیوپر) - فرانسه، بلژیک

### در فرانسه
- Aa (در Gravelines)

### در بریتانیا
- رود مدوی (نزدیک شیرنس)
- تیمز (نزدیک ساوتند-آن-سی)
- Crouch (در بورنهام-آن-کروچ)

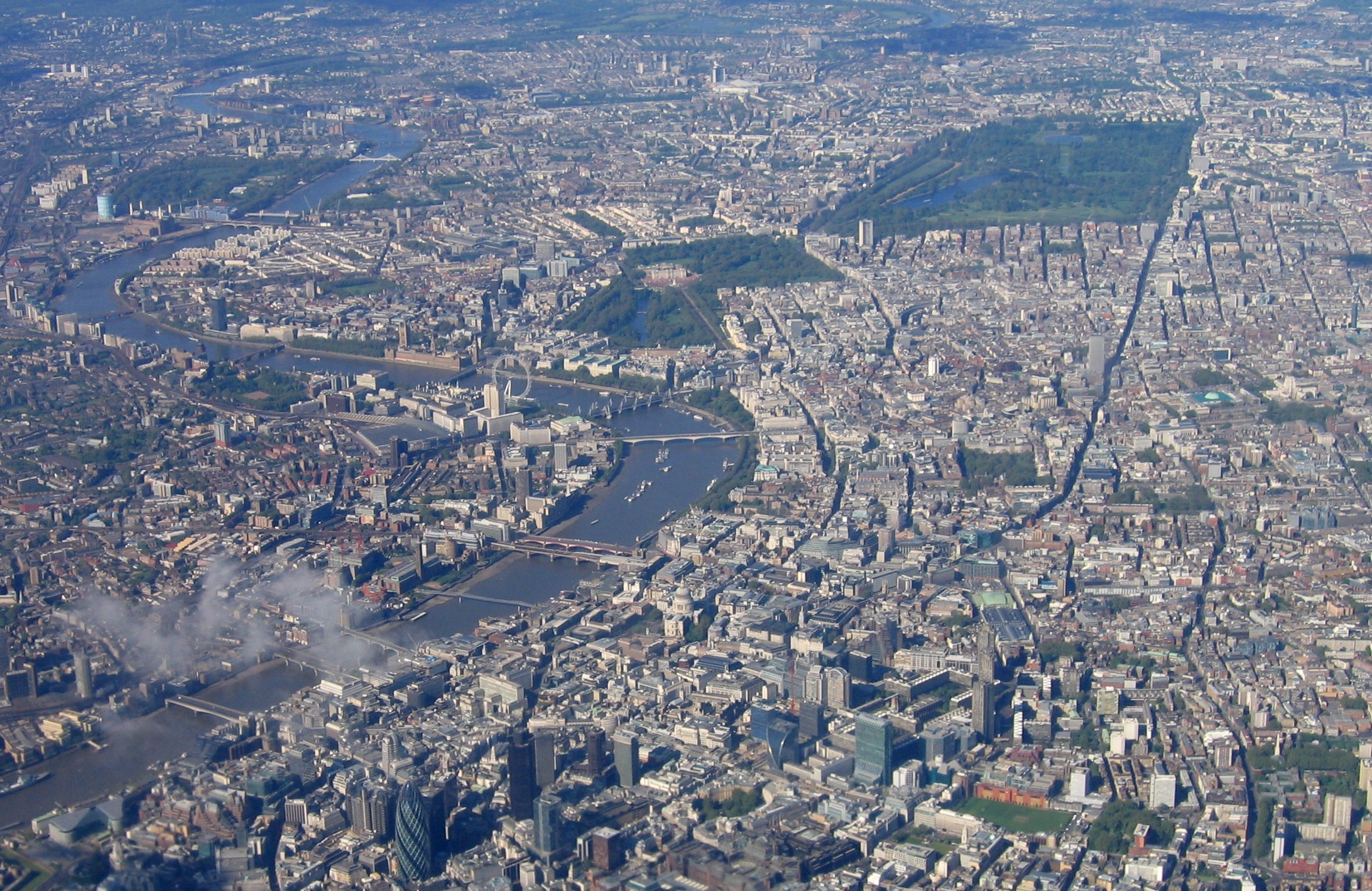
نمای هوایی از رود تیمز در لندن

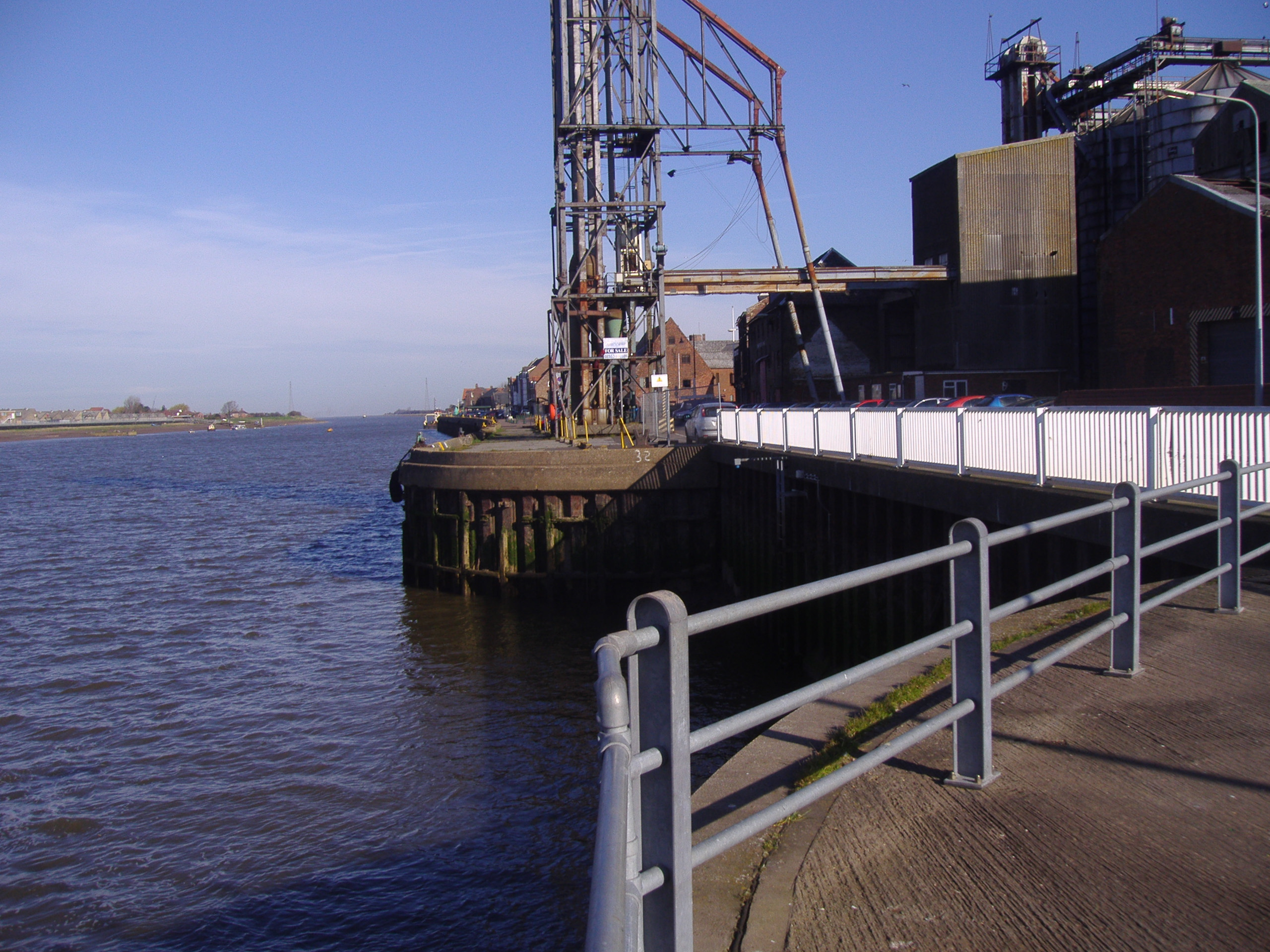
دهانه Gaywood River در کینگز لین.

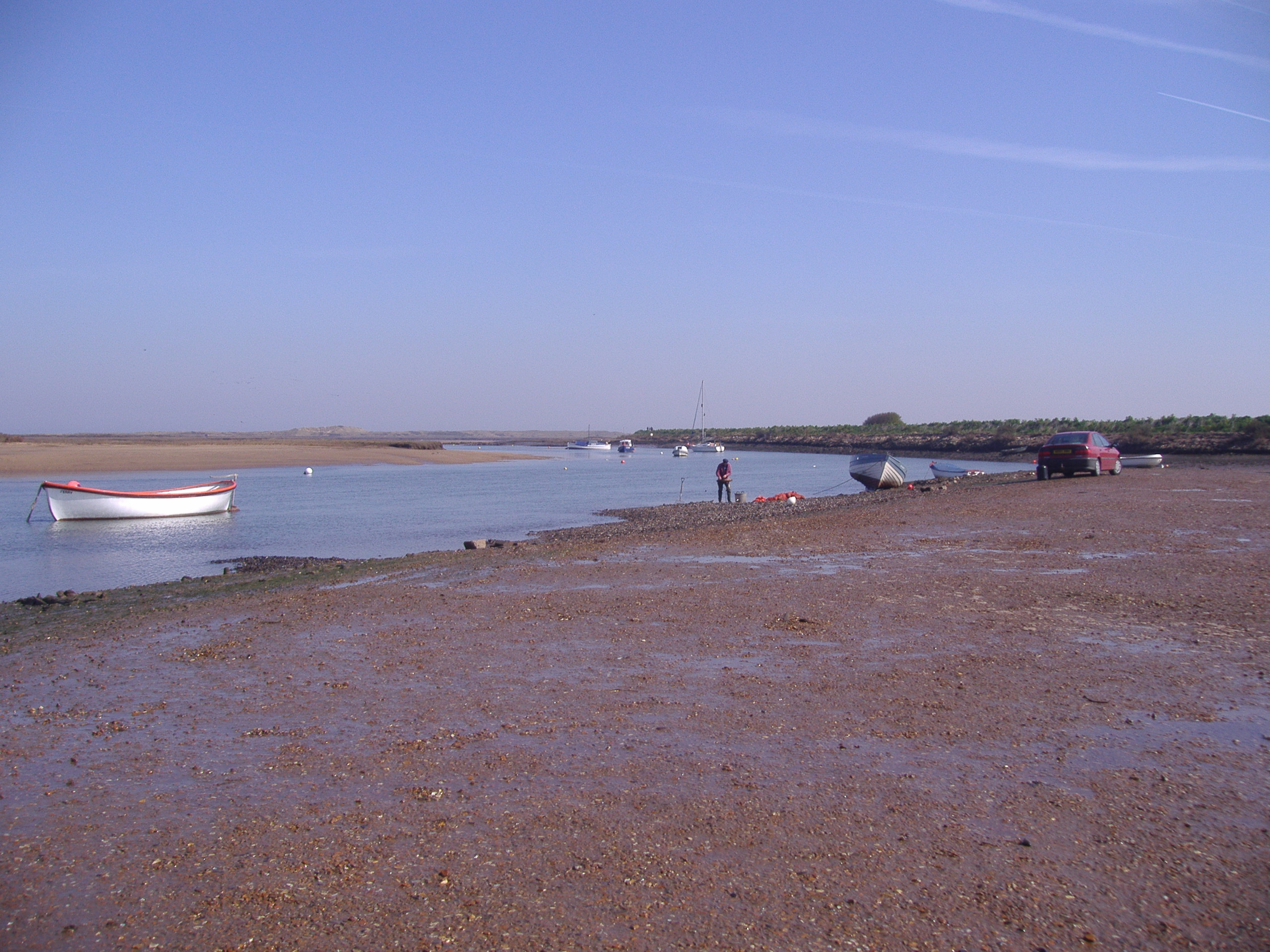
دهانه رود برن درآوری کریک، نورفولک

- رود کلن (نزدیک برایتلینگسی به دریا می‌پیوندد)
- رود بلک‌واتر، اسکس (در وست مرسی)
- Stour (در هارویچ، سافک)
- رود دبن (در فلیکستو)
- Alde (در Snape, سافک)
- Waveney (در گریت یارموث)
- Yare (در گریت یارموث)
- Mun (در ماندزلی نورفک)
- گریت اوز (در کینگز لین)
- Nene (Sutton Bridge در لینکلن‌شر)
- Witham
- هامبر (نزدیک کلیتورپس)
  - رود ترنت (نزدیک اسکان‌ثورپ)
    - Mease، نزدیک Alrewas
    - Tame، نزدیک Alrewas
    - Penk، نزدیک استافورد

  - رود اوز، یورکشایر (نزدیک اسکان‌ثورپ)
  - رودخانه آیر (در گول، ریدینگ شرقی یورکشر)
- Tees (نزدیک میدلزبرو)
- Wear (در ساندرلند)
- رود تاین (در ساوت شیلدز)
  - رود تاین شمالی (در اکمب)
  - رود تاین جنوبی (در اکمب)
- رود توئید (در برویک-آپون-توئید) رود توئید در Abbotsford
- رود تی (نزدیک داندی)
- رود دی، ابردین‌شیر (در ابردین)
- دن (در ابردین)

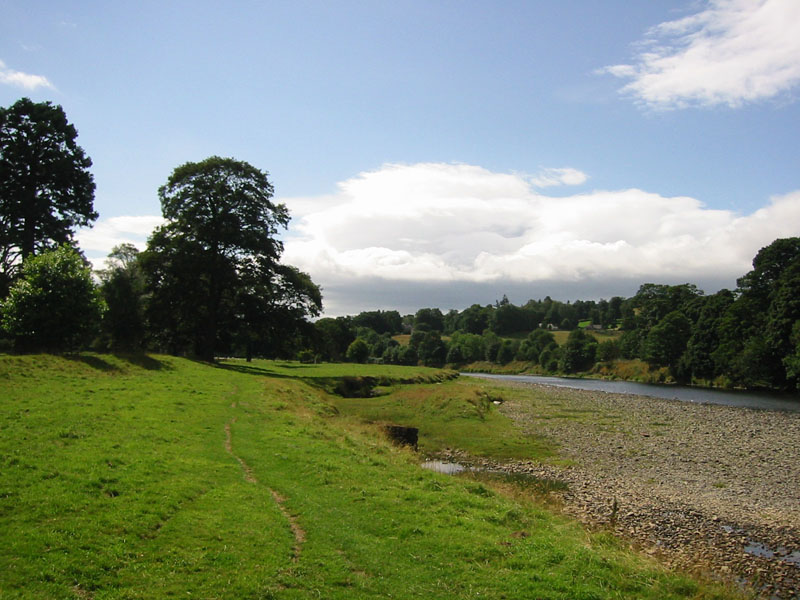
رود توئید در Abbotsford

- Ythan (در Newburgh, Aberdeenshire)
- رود اسپی (نزدیک الگین)